# العصر الباليوسيني
الباليوسيني أو العصر الحديث الأسبق أو الباليوسين (باللاتينية: Paleocene) فترة جيولوجية من المقياس الزمني الجيولوجي تمتد من 66 إلى 56 مليون سنة مضت، لمدة 10 مليون سنة تقريبا. يحد هذه الفترة حدثان رئيسيان في تاريخ الأرض. حدث انقراض العصر الطباشيري الباليوجيني (K–Pg)، الذي نجم عن اصطدام كويكب (اصطدام تشيكشولوب) وربما النشاط البركاني (مصاطب الدكن)، مثل بداية الباليوسيني وتسبب في انقراض 75% من الأنواع، وأشهرها الديناصورات الغير طيرية. وقد تميزت نهاية العصر بالحد الأقصى للحرارة البالوسينية - الإيوسينية (PETM)، الذي كان حدثاً مناخياً رئيسياً تم فيه إطلاق حوالي 2,500-4,500 جيجا طن من الكربون في الغلاف الجوي وأنظمة المحيطات، مما تسبب في ارتفاع حاد في درجات الحرارة العالمية وتحمض المحيطات.
كانت قارات نصف الأرض الشمالي لا تزال متصلة عبر بعض بالجسور البرية؛ ولم تكن أمريكا الجنوبية، والقارة القطبية الجنوبية (أنتاركتيكا)، وأستراليا قد انفصلت تمامًا بعد. وكانت جبال روكي تُرفع، ولم تكن الأمريكتان قد انضمتا بعد، وكانت الصفيحة الهندية قد بدأت اصطدامها بآسيا، وكانت مقاطعة شمال الأطلسي النارية تتشكل في ثالث أكبر حدث صهاري خلال الـ 150 مليون سنة الماضية. في المحيطات، ربما كانت الدورة الحرارية الملحية مختلفة تمامًا عما هي عليه اليوم، مع حدوث تيارات هابطة في شمال المحيط الهادئ بدلاً من شمال المحيط الأطلسي، وكان التحكم في كثافة المياه يعتمد بشكل رئيسي على الملوحة بدلاً من درجة الحرارة.
أحدث انقراض الطباشيري-الباليوجيني تحولاً في الأنواع النباتية والحيوانية، حيث حلت أنواع كانت نادرة محل أنواع كانت سائدة. في الباليوسيني، عندما بلغ متوسط درجة الحرارة العالمية حوالي 24–25°م، مقارنة بـ 14°م في العصور الأحدث، كانت الأرض تتمتع بمناخ دفيء يشبه البيت الزجاجي، دون وجود صفائح جليدية دائمة في القطبين، كما كان الحال في حقبة الحياة الوسطى السابقة. وبالتالي، انتشرت الغابات في جميع أنحاء العالم —بما في ذلك المناطق القطبية— لكنها كانت فقيرة في تنوع الحياة النباتية، وكانت تسكنها بشكل أساسي كائنات صغيرة تطورت بسرعة للاستفادة من الأرض التي أصبحت خالية مؤخرًا. ورغم أن بعض الحيوانات وصلت إلى أحجام كبيرة، إلا أنه ظل معظمها صغيرًا نسبيًا. ونمت الغابات بكثافة بسبب الغياب العام للحيوانات العاشبة الكبيرة. في الباليوسيني انتشرت الثدييات، وتم تسجيل أولى الثدييات المشيمية والجرابية من هذه الفترة، لكن معظم الأصناف الباليوسينية لها صلات تصنيفية غامضة. في البحار، سيطرت أسماك شعاعيات الزعانف على المحيط المفتوح والنظم البيئية للشعاب المرجانية التي كانت في طور التعافي.

## التسمية
استُخدمت كلمة "باليوسين" لأول مرة من قبل عالم النباتات القديمة والجيولوجي الفرنسي فيلهلم فيليب شيمبر عام 1874 أثناء وصفه لرواسب قرب باريس (وقد كتبها في أطروحته على شكل "Paléocène"). وبحلول ذلك الوقت، كان الجيولوجي الإيطالي جيوفاني أردوينو قد قسّم تاريخ الحياة على الأرض إلى أولية (حقبة الحياة القديمة)، والثانوية (حقبة الحياة الوسطى)، والعصر الثالث في عام 1759؛ وقد اقترح الجيولوجي الفرنسي جول ديسنوييه فصل العصر الرباعي عن الثالث عام 1829؛ أما الجيولوجي الإسكتلندي تشارلز لايل (الذي تجاهل العصر الرباعي) فقد قسّم العصر الثالث إلى الفترات الإيوسيني، الميوسيني، البليوسيني، والبليوسيني الجديد (الهولوسيني) عام 1833. واقترح الجيولوجي البريطاني جون فيليبس مصطلح "الحياة الحديثة" (Cenozoic) عام 1840 كبديل للعصر الثالث، وقدم عالم الحفريات النمساوي موريتز هورنيس مصطلح "الباليوجيني" للإيوسيني، و"النيوجيني" للميوسيني والبليوسيني عام 1853. وبعد عقود من الاستخدام غير المتسق، قامت اللجنة الدولية الحديثة لتقسيم الطبقات الجيولوجية (ICS) عام 1969 بتوحيد الطبقات بناءً على الآراء السائدة في أوروبا: حيث قُسمت حقبة الحياة الوسطى إلى عصرين فرعيين هما: الثالث والرباعي، وتم تقسيم العصر الثالث إلى فترتين هما: الباليوجيني والنيوجيني. وفي عام 1978، تم تعريف فترة الباليوجيني رسميًا على أنها تشمل الفترات الباليوسينية، والإيوسينية، والأوليجوسينية؛ أما النيوجيني فشمل فترتي الميوسيني والبليوسيني. وفي عام 1989، أُزيلت التسميتان "الثالث" و"الرباعي" من المقياس الزمني الجيولوجي بسبب الطابع الاعتباطي للفاصل بينهما، لكن "الرباعي" أُعيد اعتماده عام 2009.
جاءت الكلمة (الباليوسيني) من الإغريقية: παλαιός = (palaios) = 'قديم' و Ἠώς = (Ēṓs) = 'فجر' و καινός = (kainós) = 'جديد'، تعني الجزء القديم من الإيوسيني، لأن هذا العصر شهد فجر الحياة الحديثة. ولم يُستخدم مصطلح "الباليوسيني" على نطاق واسع حتى حوالي عام 1920.

## الأقسام الفرعية والحدود

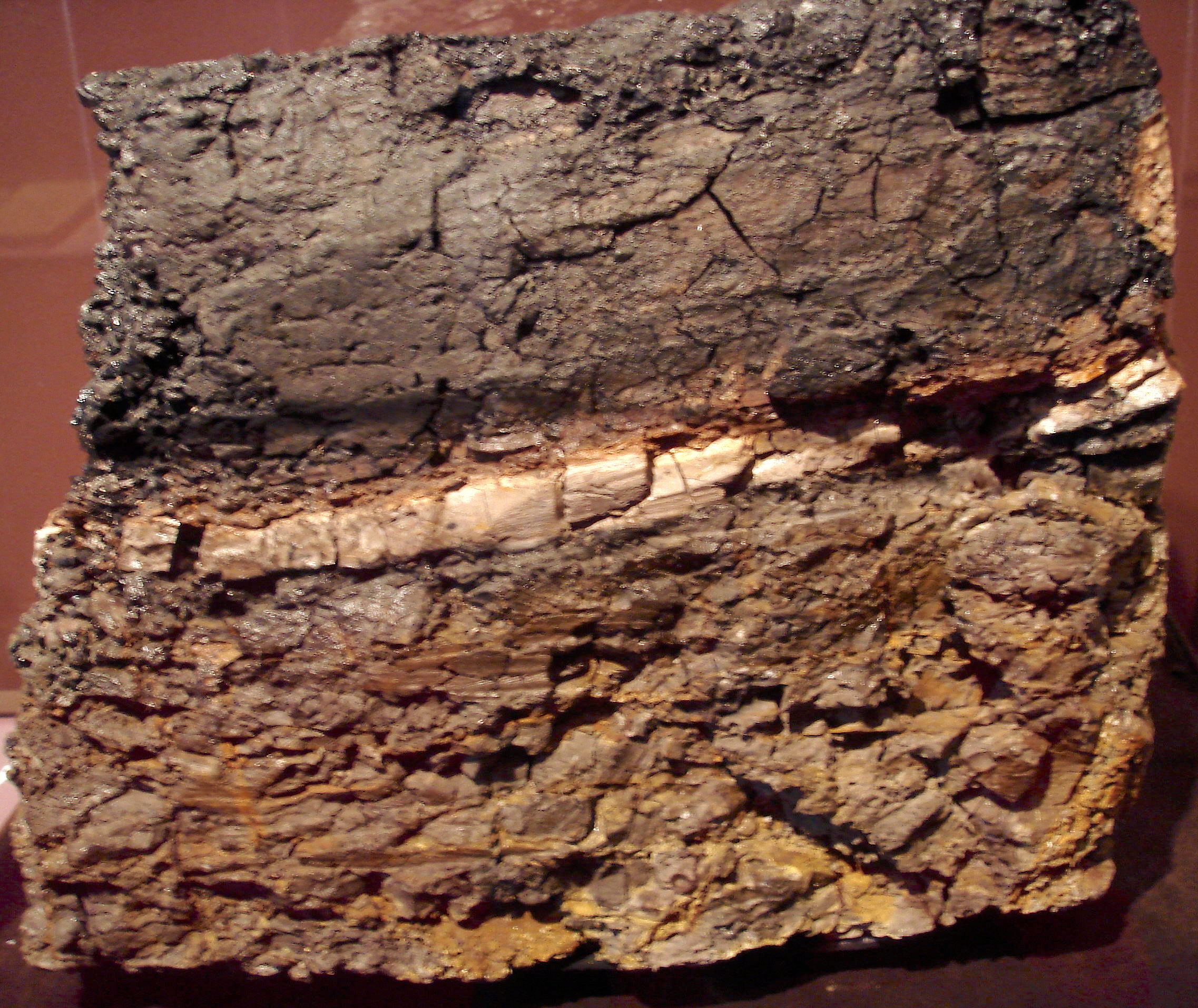
حدود الطباشيري-الباليوجيني المسجلة في صخرة وايومنغ (الشريط الأبيض في المنتصف)

الباليوسين هي فترة زمنية تمتد لعشرة ملايين سنة، تلت مباشرة حدث انقراض الطباشيري-الباليوجيني ، الذي أنهى العصر الطباشيري وحقبة الحياة الوسطى، وبدأت بعده حقبة الحياة الحديثة والعصر الباليوجيني. ينقسم هذا العصر إلى ثلاث مراحل أو أحيان كما في الجدول التالي، يعقبه  فترة الإيوسيني.
| العصر       | الفترة      | المرحلة    | أهم الأحداث | البداية (م.س.مضت) |
| ----------- | ----------- | ---------- | --- | ----------------- |
| الباليوجيني | الإيوسيني   | الأبريسيني | أحدث | أحدث              |
| الباليوجيني | الباليوسيني | الثانتي    | تنوعت وأنتشرت النباتات الحديثة واستمرت النباتات المزهرة في السيطرة على النظم البيئية، وتنوعت مع تنوع الحشرات الملقحة والثدييات. تنوعت الثدييات إلى سلالات بدائية بعد انقراض الديناصورات. كانت معظم الثدييات في هذا الوقت صغيرة إلى متوسطة الحجم. ظهرت بعض الثدييات الأكبر قليلاً، مثل: كاملات الأسنان واللقمانيات، وهي حيوانات آكلة نباتات ذات حجم يقارب حجم الخنزير. ظهرت الثعابين الحديثة بأشكال أكثر تطورًا. بدأت الشعاب المرجانية بالتعافي. المناخ أصبح استوائيا. بداية حركة تكون الألب في أوروبا وآسيا. إصطدام شبه القارة الهندية مع آسيا قبل (55 مليون سنة)، بداية تكون جبال الهيمالايا ما بين (52 و 48 مليون سنة مضت). | 59.24             |
| الباليوجيني | الباليوسيني | السيلاندي  | تنوعت وأنتشرت النباتات الحديثة واستمرت النباتات المزهرة في السيطرة على النظم البيئية، وتنوعت مع تنوع الحشرات الملقحة والثدييات. تنوعت الثدييات إلى سلالات بدائية بعد انقراض الديناصورات. كانت معظم الثدييات في هذا الوقت صغيرة إلى متوسطة الحجم. ظهرت بعض الثدييات الأكبر قليلاً، مثل: كاملات الأسنان واللقمانيات، وهي حيوانات آكلة نباتات ذات حجم يقارب حجم الخنزير. ظهرت الثعابين الحديثة بأشكال أكثر تطورًا. بدأت الشعاب المرجانية بالتعافي. المناخ أصبح استوائيا. بداية حركة تكون الألب في أوروبا وآسيا. إصطدام شبه القارة الهندية مع آسيا قبل (55 مليون سنة)، بداية تكون جبال الهيمالايا ما بين (52 و 48 مليون سنة مضت). | 61.66             |
| الباليوجيني | الباليوسيني | الداني     | تنوعت وأنتشرت النباتات الحديثة واستمرت النباتات المزهرة في السيطرة على النظم البيئية، وتنوعت مع تنوع الحشرات الملقحة والثدييات. تنوعت الثدييات إلى سلالات بدائية بعد انقراض الديناصورات. كانت معظم الثدييات في هذا الوقت صغيرة إلى متوسطة الحجم. ظهرت بعض الثدييات الأكبر قليلاً، مثل: كاملات الأسنان واللقمانيات، وهي حيوانات آكلة نباتات ذات حجم يقارب حجم الخنزير. ظهرت الثعابين الحديثة بأشكال أكثر تطورًا. بدأت الشعاب المرجانية بالتعافي. المناخ أصبح استوائيا. بداية حركة تكون الألب في أوروبا وآسيا. إصطدام شبه القارة الهندية مع آسيا قبل (55 مليون سنة)، بداية تكون جبال الهيمالايا ما بين (52 و 48 مليون سنة مضت). | 66                |
| الطباشيري   | المتأخر     | الماسترخي  | أقدم | أقدم              |

يُعرَف الحد الطباشيري-الباليوجيني بوضوح في السجل الأحفوري في العديد من المواقع حول العالم من خلال طبقة غنية بعنصر الإريديوم، بالإضافة إلى انقطاعات في وجود النباتات والحيوانات الأحفورية. ويُعتقد بشكل عام أن اصطدام كويكب يتراوح عرضه بين 10 إلى 15 كيلومترًا، والذي شكّل فوهة تشيكشولوب في شبه جزيرة يوكاتان بخليج المكسيك، بالإضافة إلى النشاط البركاني في مصاطب الدكن، تسببا في حدث كارثي عند هذا الحد، مما أدى إلى انقراض 75% من جميع الأنواع.
انتهى الباليوسيني بحدث الحد الأقصى للحرارة البالوسينية - الإيوسينية، وهي فترة قصيرة من الاحترار الشديد وتحمض المحيطات، نتجت عن إطلاق كميات ضخمة من الكربون في الغلاف الجوي وأنظمة المحيطات، وقد أدى هذا إلى انقراض جماعي شمل 30–50% من أنواع المثقبات القاعية –وهي كائنات دقيقة تُستخدم كمؤشرات حيوية على صحة النظم البيئية البحرية– وكان ذلك من أكبر أحداث الانقراض في حقبة الحياة الحديثة. وقع هذا الحدث قبل حوالي 55.8 مليون سنة، ويُعد من أكثر فترات التغير المناخي العالمي أهمية خلال حقبة الحياة الحديثة.

## الجيولوجياء

### الطبقات الجيولوجية
يقسم الجيولوجيون صخور الباليوسيني إلى مجموعة طباقية من الوحدات الصخرية الأصغر تُعرف باسم "المراحل"، حيث تكوّنت كل مرحلة خلال فاصل زمني محدد يُعرف باسم "الحين الجيولوجي"، ويمكن تحديد هذه المراحل على نطاق عالمي أو إقليمي. ولأغراض التوافق الطباقي العالمي، تقوم "اللجنة الدولية لتقسيم الطبقات (ICS)" باعتماد مراحل عالمية بناءً على نقطة ومقطع طراز طبقي حدي عالمي (GSSP)، تُختار من تكوين صخري واحد يسمى طراز طبقي (stratotype) يُحدد الحد السفلي للمرحلة. وفي عام 1989، قررت اللجنة الدولية للطبقات تقسيم الباليوسيني إلى ثلاث مراحل: الداني، السيلاندي، والثانتي.
في عام 1847، قام الجيولوجي الألماني-السويسري بيير جان إدوارد ديسور بتعريف مرحلة الداني لأول مرة استنادًا إلى صخور الطباشير الدنماركية في ستيفنز كلينت وفاكسه. في ذلك الوقت، كانت تعتبر جزءًا من العصر الطباشيري، تليها مرحلة المونتي من العصر الثالث.
في عام 1982، وبعد أن تبين أن مرحلتين الداني والمونتي متطابقتان، قررت اللجنة الدولية للطبقات تعريف مرحلة الداني على أنها تبدأ بحدود الطباشيري-الباليوجيني، وبذلك أنهت الممارسة السابقة لضم مرحلة الداني إلى العصر الطباشيري.
في عام 1991، تم تحديد نقطة ومقطع الطراز الطبقي الحدي العالمي لمرحلة الداني على أنها جزء محفوظ جيدًا من "تكوين الحارية" بالقرب من الكاف في تونس، 36°09′13″N 8°38′55″E / 36.1537°N 8.6486°E. وتم نشر هذا الاقتراح رسميًا في عام 2006.

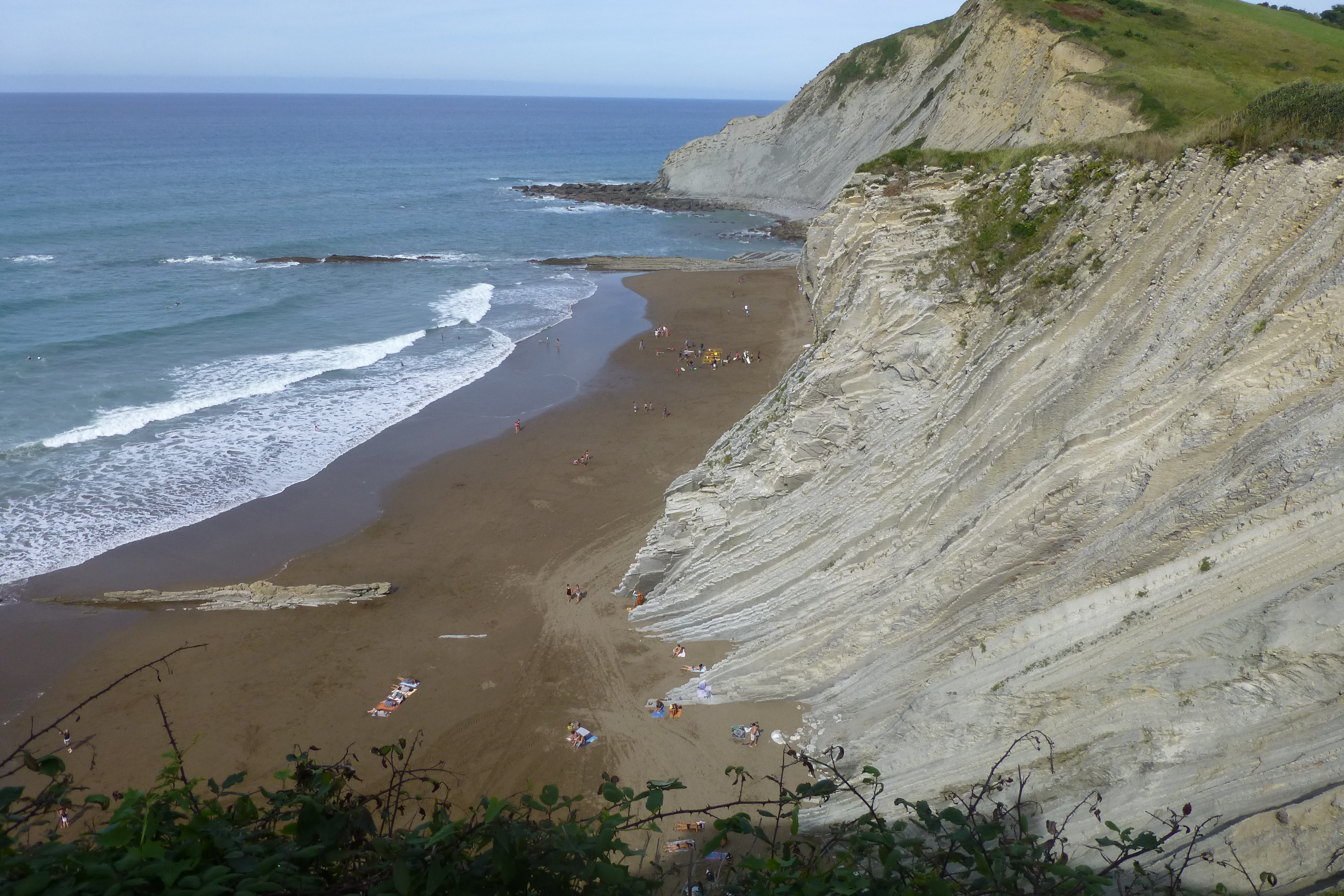
المنحدرات البحرية لشاطئ إيتسورون بالقرب من بلدة ثومايا الإسبانية، نقطة ومقطع طراز طبقي حدي عالمي (GSSP) للسيلاندي والثانتي.

تم تعريف مرحلتي السيلاندي والثانتي في شاطئ إيتسورون (Itzurun) بالقرب من بلدة ثومايا الباسكية، 43°18′02″N 2°15′34″W / 43.3006°N 2.2594°W، حيث تُعد المنطقة جرفاً بحرياً ممتداً ومكشفًا صخريًا يمتد من أوائل مرحلة السانتوني إلى أوائل الإيوسيني. يُعتبر الجزء الخاص الباليوسين في هذا الموقع سجلًا جيولوجيًا مكشوفًا وكاملًا تقريبًا، بسُمك يبلغ 165 مترًا، ويتكوّن أساسًا من طبقات متناوبة لرواسب نصف محيطية، ترسّبت على عمق يقارب 1,000 متر. تُعزى ترسبات مرحلة الداني إلى تكوين ايزكوري الجيري، بينما تُعزى ترسبات مرحلتي السيلاندي وأوائل الثانتي إلى تكوين إيتسورون. وينقسم تكوين إيتسورون إلى مجموعتين: المجموعة A (تمثل مرحلة السيلاندي)، والمجموعة B (تمثل مرحلة الثانتي). تم اعتماد المرحلتين رسميًا في عام 2008، واختيرت هذه المنطقة لكونها كاملة، وذات خطر منخفض للتعرية، وقربها من المناطق الأصلية التي تم تعريف المرحلتين فيها، وسهولة الوصول إليها، بالإضافة إلى وضع الحماية الذي تتمتع به المنطقة نظرًا لأهميتها الجيولوجية.
اقترح عالم الجيولوجيا الدنماركي ألفريد روزينكرانتز مصطلح "السيلاندي" لأول مرة في عام 1924، استنادًا إلى مقطع من المارل] الجلوكونيت الغني بالأحافير، والذي تعلوه طبقة من الطين الرمادي ترسبت بشكل غير متوافق فوق الطباشير والحجر الجيري من فترة "الداني". تُقسم هذه المنطقة الآن إلى تكوين إيبلو (Æbelø Formation)، وتكوين هولمهوس (Holmehus Formation)، وطين أوستررينده (Østerrende Clay). تحددت بداية هذه المرحلة بنهاية ترسب الصخور الكربونية من بيئة المحيط المفتوح في منطقة بحر الشمال (التي استمرت لمدة 40 مليون سنة سابقة). ترسيبات السيلاندي في هذه المنطقة تغطيها مباشرةً تكوين فور الإيوسيني، في حين أن مرحلة الثانتي غير ممثلة هنا؛ وهذا الانقطاع في السجل الترسيبي هو السبب في نقل نقطة ومقطع الطراز الطبقي الحدي العالمي (GSSP) إلى منطقة ثومايا. اليوم، تُحدد بداية السيلاندي بظهور الحفريات النانوية التالية: فاسيكوليثوس تيمبانيفورميس (Fasciculithus tympaniformis)، ونيوكياستوزيغوس بيرفكتوس (Neochiastozygus perfectus)، وكيازموليثوس إيدنتولوس (Chiasmolithus edentulus)، رغم أن بعض الباحثين يستخدمون أنواعًا من المُنْخَرِبات أيضًا.
تم اقتراح مصطلح الثانتي لأول مرة من قبل الجيولوجي السويسري يوجين رينيفير في عام 1873؛ وقد ضمّن في تعريفه تكوينات كل من ثانيت ووولويتش وريدينغ جنوب إنجلترا. وفي عام 1880، قام الجيولوجي الفرنسي غوستاف فريدريك دولفوس بتضييق التعريف ليشمل فقط تكوين ثانيت. يبدأ الثانتي بعد فترة وجيزة من "الحدث الحيوي لمنتصف الباليوسيني" —الحدث المناخي القصير الأمد الناتج عن زيادة في غاز الميثان— وقد سُجِّل هذا الحدث في إيتسورون كفاصل مظلم بسمك متر واحد تقريباً نتيجة انخفاض كربونات الكالسيوم. في إيتسورون، يبدأ العصر الثانتي على ارتفاع حوالي 29 متراً فوق قاعدة السيلاندي، ويتميز بالظهور الأول للطحالب من جنس الديسكوستر، وتنوع الهيليوليثوس، على الرغم من أن أفضل وسيلة للربط الزمني هي من خلال المغناطيسية القديمة للأرض. الفترة الزمنية المعروفة باسم الزمن المغناطيسي "كرون" (chron) تشير إلى حدوث انقلاب في المجال المغناطيسي للأرض — أي عندما تتبادل الأقطاب الشمالية والجنوبية. يُعرّف "الزمن المغناطيسي 1 (C1n)" بأنه يمتد من الزمن الحاضر إلى حوالي 780,000 سنة مضت، والحرف "n" يشير إلى "اتجاه طبيعي" كما في قطبية اليوم، بينما يشير الحرف "r" إلى "عكسي" أي القطبية المعاكسة. أفضل تطابق زمني لبداية العصر الثانتي يكون عند انقلاب C26r/C26n.

### الرواسب المعدنية والهيدروكربونية

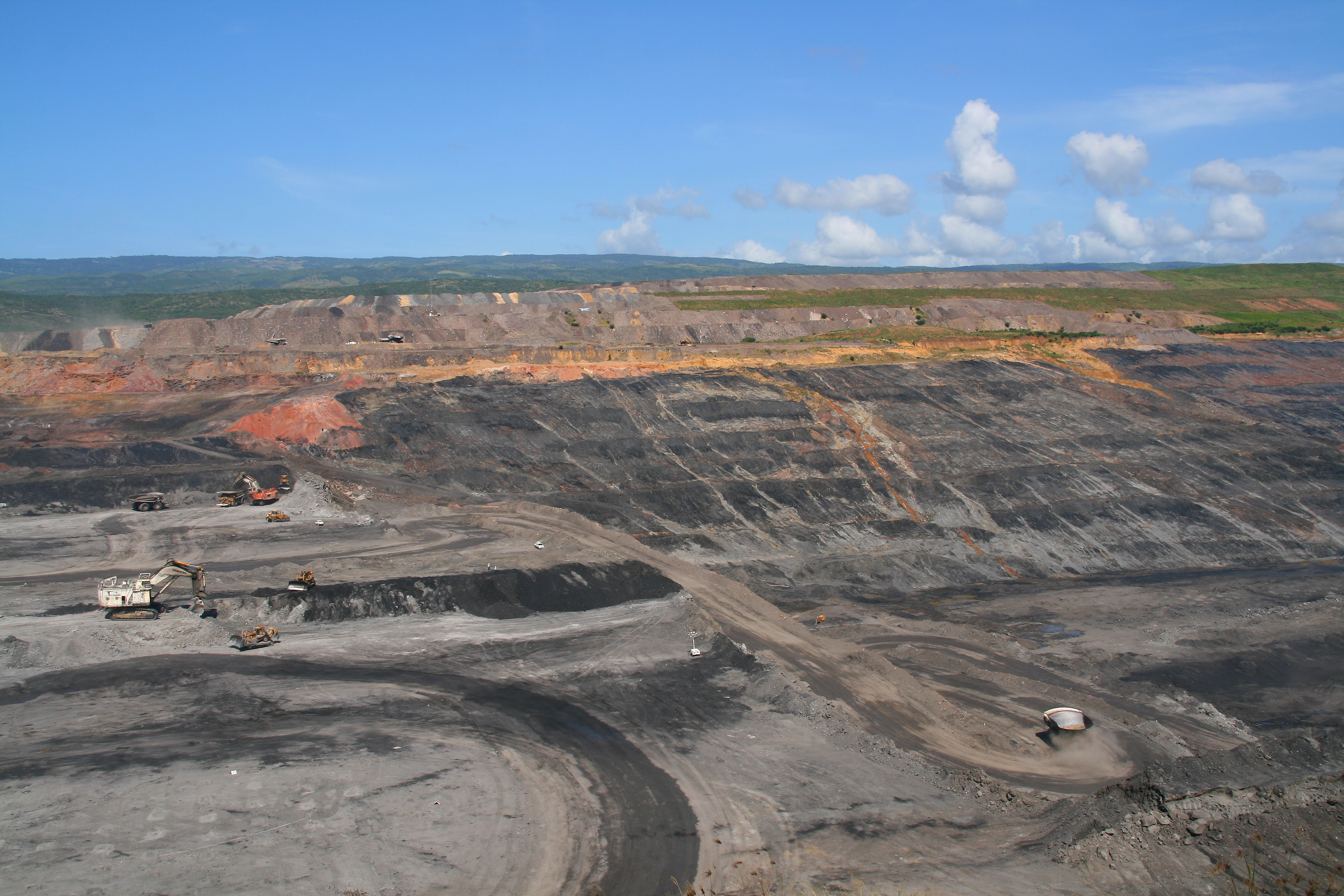
يتم استخراج الفحم الباليوسيني في منجم سيريخون، وهو أكبر منجم سطحي في كولومبيا

تكوّنت عدة رواسب فحم ذات أهمية اقتصادية خلال الباليوسيني، مثل:
- تكوين فورت يونيون شبه البيتوميني في حوض نهر باودر بولايتي وايومنغ ومونتانا،[33] الذي ينتج 43% من الفحم الأمريكي.[34]
- مجموعة ويلكوكس في تكساس، وهي أغنى الرواسب في سهل ساحل الخليج.[35]
- منجم سيريخون في كولومبيا، وهو أكبر منجم سطحي في البلاد.[36]

تم استخراج الفحم الباليوسيني على نطاق واسع في سفالبارد، النرويج، منذ بداية القرن العشرين، كما يتواجد فحم أواخر الباليوسين وأوائل الإيوسيني بكثرة في جميع أنحاء أرخبيل القطب الشمالي الكندي وشمال سيبيريا. في بحر الشمال، بلغت احتياطيات الغاز الطبيعي المشتقة من الباليوسيني عند اكتشافها، حوالي 2.23 تريليون متر مكعب، وبلغت كمية نفط المكمن 13.54 مليار برميل. تشكلت رواسب الفوسفات الهامة، التي تتكون أساسًا من الفرانكولايت، بالقرب من المتلوي في تونس، من أواخر الباليوسيني إلى أوائل الإيوسيني.

### الفوهات الصدمية

يعود تاريخ الحفرة الموجودة أسفل مثلجة هياواثا في جرينلاند إلى فترة الباليوسيني، أي منذ 58 مليون سنة.

تشمل الفوهات الناتجة عن اصطدام نيازك في الباليوسيني:
- فوهة حوض كونولي في أستراليا الغربية، والتي تعود إلى أقل من 60 مليون سنة مضت.[43]
- فوهة ماركيز في تكساس، التي تعود إلى حوالي 58 مليون سنة.[44]
- فوهة مثلجة هياواثا في جرينلاند، وتعود أيضاً إلى 58 مليون سنة.[42]
- ربما فوهة جبل وقف الصوان في الأردن، والتي يُقدّر عمرها بين 56 و37 مليون سنة.[45]
- قد يكون الأوزبورنيت الغني بالفاناديوم من جزيرة سكاي في اسكتلندا، والذي يعود تاريخه إلى 60 مليون سنة، من نواتج قذف نيزكي.[46]

كما تشكّلت فوهات قرب "حدود الطباشيري-الباليوسيني"، وأكبرها:
- فوهة تشيكشولوب في المكسيك، التي يُعتقد أن تأثيرها كان السبب الرئيسي في انقراض الكائنات عند حدود الطباشيري-الباليوسيني.[47]
- فوهة بولتيش في أوكرانيا، التي تعود إلى حوالي 65.4 مليون سنة.[48]
- فوهة إيغل بيوت في كندا (رغم احتمال أن تكون أحدث عمراً).[49]
- فوهة فيستا أليغري[50] (عمرها قد يعود إلى حوالي 115 مليون سنة[51]).

كما تشير الكريات الزجاجية السيليكاتية الموجودة على طول ساحل المحيط الأطلسي للولايات المتحدة إلى حدوث اصطدام نيزكي في المنطقة خلال "الحد الأقصى للحرارة البالوسينية - الإيوسينية (PETM)".

## الجغرافيا القديمة

### التكتونيات القديمة
خلال الباليوسيني، استمرت القارات في الانجراف نحو مواقعها الحالية. في نصف الكرة الشمالي، كانت المكونات السابقة لـ "لوراسيا" (أمريكا الشمالية وأوراسيا) متصلة أحيانًا عبر جسور برية، مثل:
- بيرنجيا:(عند 65.5 و 58 مليون سنة مضت) بين أمريكا الشمالية وشرق آسيا.
- طريق دي جير:(من 71 إلى 63 مليون سنة مضت) بين جرينلاند والدول الاسكندنافية.
- طريق ثوليان:(عند 57 و 55.8 مليون سنة مضت) بين أمريكا الشمالية وأوروبا الغربية عبر جرينلاند.
- طريق تورغاي:الذي ربط أوروبا بآسيا (واللتان كانتا منفصلتين بخليج تورغاي في ذلك الوقت).[54][55]

استمر تكون جبال لاراميد، الذي بدأ في أواخر العصر الطباشيري، في رفع جبال روكي؛ وانتهت مع نهاية الباليوسيني. وبسبب هذه الحركة، وانخفاض مستويات سطح البحر الناتج عن النشاط التكتوني، انحسرت الممرات المائية الداخلية الغربي، التي كانت تقسم قارة أمريكا الشمالية خلال معظم العصر الطباشيري.
بين حوالي 60.5 و 54.5 مليون سنة مضت، كان هناك نشاط بركاني متزايد في منطقة شمال الأطلسي -وهو ثالث أكبر حدث صهاري خلال الـ 150 مليون سنة الماضية- مما أدى إلى تكون مقاطعة شمال الأطلسي النارية. ويُستشهد أحيانًا بالنقطة الساخنة البدائية لأيسلندا على أنها المسؤولة عن النشاط البركاني الأولي، رغم أن التصدع والنشاط البركاني الناتج عنها قد لعب أيضًا دورًا مهمًا. ربما ساهم هذا النشاط البركاني في انفتاح المحيط الأطلسي الشمالي وتمدد قاع البحر، وتباعد صفيحة جرينلاند عن صفيحة أمريكا الشمالية، ومن الناحية المناخية، في حدوث ظاهرة "الحد الأقصى للحرارة البالوسينية - الإيوسينية" عن طريق تفكيك بلورات هيدرات الميثان في قاع البحر مما أدى إلى إطلاق كبير للكربون.
ظلت أمريكا الشمالية والجنوبية مفصولتين عبر الطريق البحري لأمريكا الوسطى، رغم أن قوسًا جزريًا (وهو قوس جنوب أمريكا الوسطى) كان قد تشكل بالفعل قبل حوالي 73 مليون سنة. وكان إقليم الكاريبي الناري الكبير (الذي يُعرف اليوم بصفيحة الكاريبي)، قد تشكل نتيجة لنقطة غالاباغوس الساخنة في المحيط الهادئ خلال أواخر الطباشيري، وكان يتحرك شرقًا بينما كانت صفيحتا أمريكا الشمالية والجنوبية تدفعان في الاتجاه المعاكس بسبب انفتاح المحيط الأطلسي (تكتونيات الانزلاق الجانبي). وقد أدت هذه الحركة في النهاية إلى ارتفاع برزخ بنما بحلول حوالي 2.6 مليون سنة مضت. واستمرت صفيحة الكاريبي في التحرك حتى حوالي 50 مليون سنة مضت، حتى وصلت إلى موقعها الحالي.
استمرت مكونات القارة العظمى الجنوبية السابقة غندوانا في نصف الكرة الجنوبي بالانجراف بعيدًا عن بعضها البعض، لكن القارة القطبية الجنوبية (أنتاركتيكا) ظلت متصلة بأمريكا الجنوبية وأستراليا. كانت إفريقيا تتجه شمالًا نحو أوروبا، وشبه القارة الهندية نحو آسيا، مما سيؤدي في النهاية إلى إغلاق محيط تيثس. بدأت الصفيحتان الهندية والأوراسية بالالتحام في الباليوسيني، وبدء الارتفاع (والاتصال البري) في الميوسيني حوالي 24-17 مليون سنة مضت. هناك أدلة على أن بعض النباتات والحيوانات كانت قادرة على الهجرة بين الهند وآسيا خلال الباليوسيني، ربما عبر أقواس جزرية وسيطة.

### المحيطات القديمة
في الدورة الحرارية الملحية الحديثة، تصبح المياه الاستوائية الدافئة أكثر برودة وملوحة عند القطبين ثم تغوص (تيار هابط أو تكوّن المياه العميقة) ويحدث ذلك في شمال المحيط الأطلسي بالقرب من القطب الشمالي وفي المحيط الجنوبي بالقرب من شبه الجزيرة القطبية الجنوبية. أما في الباليوسين، فقد كانت الممرات المائية بين المحيط المتجمد الشمالي وشمال المحيط الأطلسي شبه مغلقة، ولذلك لم تتشكل مياه شمال الأطلسي العميقة (NADW) ولا دوران انقلاب خط الزوال الأطلسي (AMOC) –الذي ينقل المياه الباردة من القطب الشمالي نحو خط الاستواء– وبالتالي فمن المحتمل أن تكوّن المياه العميقة لم يحدث في شمال المحيط الأطلسي آنذاك. ولم يتصل المحيط المتجمد الشمالي والمحيط الأطلسي بمياه عميقة بما فيه الكفاية إلا في أوائل إلى منتصف الإيوسيني.
هناك أدلة على تكوُّن المياه العميقة في شمال المحيط الهادئ على عمق يصل إلى حوالي 2,900 متر. وقد تكون درجات حرارة المياه العميقة المرتفعة عالميًا في الباليوسيني دافئة جدًا لدرجة تجعل الدورة الحرارية الملحية تعتمد بشكل رئيسي على الحرارة. ومن المحتمل أن يكون المناخ الدفيء قد غيّر أنماط الهطول، بحيث أصبحت نصف الكرة الجنوبي أكثر رطوبة من الشمالي، أو أن الجنوبي شهد تبخرًا أقل من الشمالي. وفي كلتا الحالتين، كان من شأن ذلك أن يجعل مياه النصف الشمالي أكثر ملوحة من مياه النصف الجنوبي، مما يخلق فرقًا في الكثافة يؤدي إلى تيار هابط للمياه في شمال المحيط الهادئ متجهة نحو الجنوب. وقد يكون تكوُّن المياه العميقة قد حدث أيضًا في جنوب المحيط الأطلسي.
لا يزال من غير المعروف إلى حد كبير كيف يمكن أن تكون التيارات البحرية العالمية قد أثّرت على درجة حرارة الأرض العالمية. قد يكون تشكل "مياه المكون الشمالي" قرب غرينلاند في الإيوسيني —السلف لدوران انقلاب خط الزوال الأطلسي—قد تسبب في احترار شديد في نصف الكرة الشمالي وتبريد في النصف الجنوبي، بالإضافة إلى ارتفاع درجات حرارة المياه العميقة. وخلال حدث الاحترار الأقصى للپاليوسيني-الإيوسيني، من المحتمل أن تكون المياه العميقة قد تكوَّنت في المناطق المدارية المالحة ثم تحركت نحو القطبين، وهو ما قد يرفع درجات حرارة سطح الأرض عالميًا من خلال تدفئة المناطق القطبية. كما أن القارة القطبية الجنوبية كانت لا تزال متصلة بأمريكا الجنوبية وأستراليا، ونتيجة لذلك، لم يتشكل "التيار القطبي الجنوبي المحيطي" بعد وهو التيار الذي يحبس المياه الباردة حول القارة ويمنع دخول المياه الاستوائية الدافئة. وقد يكون تشكل هذه التيارات مرتبطًا ببدء تجمّد القارة القطبية الجنوبية. أما التيار الصاعد للمياه الدافئة على السواحل القطبية، فقد كان من شأنه أن يمنع تكون جليد دائم على القطبين. وعلى النقيض من ذلك، من الممكن أن دوران المياه العميقة لم يكن عاملًا رئيسيًا في المناخ الدفيء (الاحتباس الحراري الطبيعي) في تلك الفترة، وأن درجات حرارة المياه العميقة كانت على الأرجح تتغير استجابةً لتغير درجات الحرارة العالمية بدلاً من أن تكون سببًا فيها.
في القطب الشمالي، ربما كان التيار الصاعد للمياه الساحلية يعتمد بشكل كبير على درجة الحرارة والرياح. ففي فصل الصيف، يُحتمل أن درجة حرارة سطح اليابسة كانت أعلى من درجة حرارة المحيط، بينما كان العكس صحيحًا في فصل الشتاء، وهو نمط يتماشى مع مواسم الرياح الموسمية في آسيا. كما أنه من المحتمل أن التيار الصاعد للمياه في أعالي المحيط كان ممكنًا أيضًا.

## المناخ

### متوسط المناخ
كان مناخ الباليوسيني، شبيهاً إلى حد كبير بمناخ العصر الطباشيري، استوائيًا أو شبه استوائي، وكانت المناطق القطبية معتدلة، مع متوسط درجة حرارة عالمية يقارب 24–25 درجة مئوية. وللمقارنة، كان متوسط درجة الحرارة العالمية للفترة بين عامي 1951 و1980 حوالي 14 درجة مئوية. وكان التدرج الحراري حسب خطوط العرض يقارب 0.24 درجة مئوية لكل درجة من خط العرض. كما خلت المناطق القطبية من القمم الجليدية، رغم حدوث بعض التجلد الجبلي (الألبي) في سلسلة الجبال العابرة للقارة القطبية الجنوبية (ترانسأنتاركتيكا).
من المحتمل أن المناطق القطبية كانت تتمتع بمناخ معتدل بارد؛ بينما تميزت مناطق مثل شمال القارة القطبية الجنوبية، وأستراليا، والطرف الجنوبي لأمريكا الجنوبية، ما يعرف الآن بالولايات المتحدة وكندا، وشرق سيبيريا، وأوروبا بمناخ معتدل دافئ؛ أما وسط أمريكا الجنوبية، وجنوب وشمال أفريقيا، وجنوب الهند، وأمريكا الوسطى، والصين فكانت مناطق جافة؛ في حين كانت شمال أمريكا الجنوبية، ووسط إفريقيا، وشمال الهند، ووسط سيبيريا، وما يُعرف الآن بالبحر الأبيض المتوسط ذات مناخ استوائي. وكان لجنوب وسط أمريكا الشمالية مناخ رطب موسمي على طول السهول الساحلية، لكن الظروف كانت أكثر جفافًا باتجاه الغرب وفي المرتفعات. أما جزيرة سفالبارد فكانت معتدلة المناخ، حيث بلغ متوسط درجة الحرارة في أكثر شهورها دفئًا نحو 19.2 ± 2.49 درجة مئوية، وفي أبرد شهورها حوالي1.7 ± 3.24 درجة مئوية.
من المرجح أن درجات حرارة المياه العميقة العالمية في الباليوسين تراوحت بين 8–12 درجة مئوية، مقارنةً بـ 0–3 درجات مئوية في العصر الحديث. واستنادًا إلى الحد الأعلى، كانت متوسطات درجة حرارة سطح البحر عند خطي عرض 60° شمالًا وجنوبًا مساوية لدرجات حرارة المياه العميقة، وحوالي 23 درجة مئوية عند خطي عرض 30° شمالًا وجنوبًا، وحوالي 28 درجة مئوية عند خط الاستواء. وفي البحر الباليوسيني الدنماركي، كانت درجات حرارة سطح البحر أبرد من تلك التي كانت في أواخر العصر الطباشيري الذي سبقه، وأبرد من أوائل الإيوسيني الذي تلاه. ويشير تجمّع المُنْخَرِبات (كائنات مجهرية بحرية) في الباليوسيني عالميًاإلى وجود منحدر حراري واضح (طبقة فاصلة بين كتلة مائية دافئة قرب السطح وأخرى أكثر برودة في الأعماق)، استمرت طوال هذه الفترة. وتُظهر سجلات المُنْخَرِبات في المحيط الأطلسي اتجاهًا عامًا لارتفاع درجات حرارة سطح البحر —حيث ظهرت أنواع استوائية في مناطق ذات خطوط عرض أعلى— حتى أواخر الباليوسيني، عندما أصبح المنحدر الحراري أكثر انحدارًا، وتراجعت المُنْخَرِبات الاستوائية إلى المناطق ذات خطوط العرض المنخفضة.
تم حساب مستويات ثاني أكسيد الكربون في الغلاف الجوي خلال أوائل الباليوسيني، في الموقع الذي يُعرف اليوم باسم كاسل روك في كولورادو، لتتراوح ما بين 352 و1,110 جزء في المليون، بمتوسط قدره 616 جزء في المليون. واستنادًا إلى هذه القيم، ومعدلات تبادل الغازات في النباتات، ودرجات حرارة سطح الأرض العالمية المقدّرة، تم حساب حساسية المناخ لتكون حوالي +3 درجات مئوية عند مضاعفة مستويات ثاني أكسيد الكربون، مقارنةً بـ 7 درجات مئوية بعد تشكّل الجليد في المناطق القطبية. ويُحتمل أن مستويات ثاني أكسيد الكربون وحدها لم تكن كافية للحفاظ على المناخ الدفيء (مناخ الاحتباس الحراري)، مما يشير إلى جود ارتجاع إيجابي نشط، مثل التغيرات في السحب، أو الهباء الجوي، أو الغطاء النباتي. وحددت دراسة أُجريت عام 2019 أن تغيرات في شذوذ المدار الأرضي (اللامركزية المدارية) كانت المحرك الرئيسي للمناخ بين أواخر العصر الطباشيري وبداية الإيوسيني.

### الأحداث المناخية
- قبل 66 مليون سنة كان تأثيرات اصطدام النيزك والنشاط البركاني والمناخ خلال حدود الطباشيري-الباليوجيني على الأرجح عابرة، وقد عاد المناخ إلى وضعه الطبيعي في فترة زمنية قصيرة.[91] من المرجح أن درجات الحرارة المنخفضة قد تراجعت بعد ثلاث سنوات[92] وعادت إلى الطبيعي خلال عقود،[93] كما أن هباء حمض الكبريتيك الذي تسبب في الأمطار الحمضية قد تلاشى بعد عشر سنوات،[94] وكان الغبار الناتج عن الاصطدام الذي حجب أشعة الشمس وعطل عملية التمثيل الضوئي قد استمر لما يصل إلى سنة[95] رغم أن حرائق الغابات العالمية المحتملة التي استمرت لسنوات كانت ستطلق المزيد من الجسيمات في الجو.[96] على مدى نصف مليون سنة التالية، قد يكون التدرج في نظائر الكربون —وهو الفرق في نسبة كربون-13/كربون-12 بين مياه سطح البحر والمياه العميقة، مما يؤدي إلى دورة الكربون في أعماق البحر— قد توقف. وهذا ما يُطلق عليه "محيط سترينجلوف"، وهو يشير إلى انخفاض الإنتاجية البحرية؛[97] والنشاط المنتَج للعوالق النباتية المعني قد أدى إلى تقليل في نوى التكاثف، ومن ثم تقليل في تبييض السحب البحرية، مما تسبب في ارتفاع درجات الحرارة العالمية بمقدار 6 درجات مئوية (وفق فرضية CLAW).[98] بعد الاضطرابات الشديدة التي وقعت عقب حدث انقراض الطباشيري-الباليوجيني، استمرت الظروف الباردة نسبيًا، رغم الظروف الدفيئة، لفترة الانتقال بين أواخر الطباشيري والباليوجيني المبكر المعروفة بفترة البرودة (LKEPCI)، والتي بدأت في أواخر الطباشيري.[99]
- قبل نحو 65.2 مليون سنة استمر "حدث دان-كرون2" (Dan–C2) الذي وقع في أوائل مرحلة الداني حوالي 100,000 سنة، وتميّز بزيادة في محتوى الكربون، وخاصة في أعماق المحيطات. منذ منتصف مرحلة الماسترخي (نهاية العصر الطباشيري)، تم عزل وتخزين المزيد من الكربون في أعماق المحيط، ويُحتمل أن يكون ذلك بسبب اتجاه عام نحو برودة المناخ وزيادة دوران المياه نحو الأعماق. وقد يُمثّل "حدث دان-كرون2" إطلاقًا لهذا الكربون بعد أن ارتفعت درجات حرارة أعماق المحيط إلى حد معين، إذ إن الماء الدافئ يذيب كميات أقل من الكربون.[100] وبدلاً من ذلك، قد يكون سبب هذا الحدث دفعة من النشاط البركاني في مصاطب الدكن.[101] وعلى اليابسة، ربما تكون السافانا قد حلت محل الغابات مؤقتًا خلال هذه الفترة. يشير هذا التحول المحتمل في الغطاء النباتي إلى تغيرات مناخية وبيئية واسعة النطاق أثرت على النظم البيئية الأرضية.[102]
- قبل نحو 62.2 مليون سنة وفي أواخر مرحلة الداني، شهدت الأرض حدثاً مناخياً مهماً تميز بـارتفاع في درجات الحرارة وتحمض المحيطات، ارتبط بزيادة ملحوظة في الكربون؛[103] تزامنت هذه الفترة مع نشاط جيولوجي كبير، شمل: توسع قاع البحر في المحيط الأطلسي ويشير هذا إلى حركة صفائح تكتونية نشطة، والتي يمكن أن تطلق كميات كبيرة من ثاني أكسيد الكربون إلى الغلاف الجوي عبر النشاط البركاني المرتبط بها، والنشاط البركاني على طول الهامش الجنوبي الشرقي لجرينلاند: هذا النوع من النشاط البركاني يمكن أن يكون مصدراً مباشراً لكميات هائلة من الغازات الدفيئة التي تساهم في الاحتباس الحراري.
- استمر "حدث الداني الأخير" المعروف أيضًا باسم حدث "قمة كرون C27n" حوالي 200,000 سنة وأدى إلى زيادة في درجات الحرارة بمقدار 1.6 و 2.8 درجة مئوية في عمود الماء بأكمله (من السطح إلى الأعماق). على الرغم من أن تقلبات درجات الحرارة في أواخر الداني كانت ضمن نطاق مماثل لتقلبات أخرى، إلا أن هذا الحدث يتزامن بشكل واضح مع زيادة مستويات الكربون في البيئة، مما يشير إلى وجود علاقة سببية بين ارتفاع الكربون وارتفاع درجات الحرارة وتحمض المحيطات.[104]

- قبل نحو 60.5 مليون سنة، عند الحد الفاصل بين مرحلتي الداني والسيلاندي، وهناك دلائل تشير إلى انتشار حالات نقص الأكسجين إلى المياه الساحلية، تزامنت هذه الظاهرة مع انخفاض في مستويات سطح البحر. يُرجح أن هذا الانخفاض في مستوى سطح البحر يُفسر بشكل كبير بارتفاع في درجات الحرارة وزيادة التبخر. في تلك الفترة الجيولوجية، لم تكن هناك كتل جليدية كبيرة في القطبين لحبس المياه، مما يعني أن التبخر المتزايد من المحيطات نتيجة الاحترار العالمي سيكون له تأثير مباشر على مستويات سطح البحر.[105]
- قبل نحو 59 مليون سنة، وقع حدث مهم يُعرف بحدث منتصف الباليوسيني الحيوي (MPBE)، أو ما يُسمى أيضاً بـحدث الباليوسيني المتأخر المبكر (ELPE)،[106][107] حدث هذا التغير البيئي الكبير قبل حوالي 50,000 سنة من الحد الفاصل بين السيلاندي والداني. ارتفعت درجات الحرارة بشكل حاد، ويُعتقد أن السبب كان إطلاقًا جماعيًا لهيدرات الميثان من أعماق المحيط إلى الغلاف الجوي والأنظمة البحرية. وقد حدث ارتفاعاً حاداً في درجات الحرارة، يُرجح أنه نتج عن إطلاق هائل لهيدرات الميثان المُختزنة في أعماق البحار إلى الغلاف الجوي وأنظمة المحيطات. استمر إطلاق الكربون المرتبط بهذا الحدث لمدة تتراوح بين 10,000 إلى 11,000 عام، ومن المرجح أن الآثار اللاحقة لهذا الانبعاث قد تلاشت بعد حوالي 52,000 إلى 53,000 عام.[108] توجد أيضًا أدلة على أن هذا الحدث تكرر مرة أخرى بعد 300,000 سنة في أوائل مرحلة الثانتي، ويُعرف باسم حدث منتصف الباليوسيني الحيوي-2 (MPBE-2). خلال هذين الحدثين، قُدرت كمية الكربون المشتق من الميثان التي انبعثت في الغلاف الجوي بحوالي 83 و 132 جيجا طن على التوالي. تشير هذه الانبعاثات الكربونية الضخمة إلى ارتفاع في درجة الحرارة العالمية يتراوح بين 2 إلى 3 درجات مئوية، من المحتمل أنه قد تسبب في زيادة حدة التباين الموسمي وظروف بيئية أقل استقراراً. وقد يكون هذا التغير المناخي قد أدى أيضاً إلى زيادة انتشار الأعشاب في بعض المناطق.[31]
- منذ 59.7 إلى 58.1 مليون سنة، خلال مرحلتي السيلاندي المتأخر والثانتي المبكر، أدى دفن الكربون العضوي إلى فترة من التبريد المناخي، وانخفاض مستوى سطح البحر، والنمو الجليدي المؤقت. وشهد هذا الفاصل أعلى قيم لدلتا-O-18 في الفترة.[109]

### الحد الأقصى للحرارة البالوسينية-الإيوسينية
استمر حدث الحد الأقصى للحرارة البالوسينية - الإيوسينية حوالي 200 ألف عام، ارتفع خلاله متوسط درجة الحرارة العالمية بنحو 5 إلى 8 درجات مئوية، وربما تجاوزت المناطق الواقعة في خطوط العرض المتوسطة والقطبية درجات الحرارة الاستوائية الحديثة التي تتراوح بين 24 و 29 درجة مئوية. كان هذا بسبب انبعاث 2,500 إلى 4,500 جيجا طن من الكربون في الغلاف الجوي، والذي يُفسر غالبًا على أنه اضطراب وإطلاق رواسب هيدرات الميثان في شمال المحيط الأطلسي نتيجة للنشاط التكتوني وما نتج عنه من زيادة في درجات حرارة المياه القاعية. وتشمل الفرضيات الأخرى المقترحة انبعاث الميثان من تسخين المواد العضوية في قاع البحر بدلاً من هيدرات الميثان، أو ذوبان التربة الصقيعية.
مدة انبعاث الكربون خلال هذا الحدث لا تزال موضع جدل، ولكن يُرجّح أنها استمرت حوالي 2,500 سنة. وتسبب هذا الكربون أيضًا في اضطراب دورة الكربون وحدوث تحمّض في المحيطات، وربما أدى إلى تغيير وإبطاء التيارات المحيطية، وهو ما أسهم في توسّع مناطق الحد الأدنى للأكسجين (OMZs) في أعماق البحار. وفي المياه السطحية، يمكن أن تكون مناطق الحد الأدنى للأكسجين قد نتجت أيضًا عن تشكّل تدرجات حرارية قوية تمنع تدفق الأوكسجين، كما أن ارتفاع درجات الحرارة أدى إلى زيادة الإنتاجية البيولوجية، مما تسبب في استهلاك أكبر للأوكسجين. علاوة على ذلك، فإن توسّع مناطق الحد الأدنى للأكسجين ربما أدى إلى ازدهار الكائنات الدقيقة المختزِلة للكبريتات، والتي تنتج كبريتيد الهيدروجين (H₂S) شديد السمية كمنتج نفايات. وخلال هذا الحدث، قد وصلت كمية المياه الغنية بالكبريتيد ما بين 10–20% من الحجم الكلي لمياه المحيط، مقارنةً بحوالي 1% اليوم. وقد تسببت هذه الظروف أيضًا في حدوث تدرج كيميائي على طول القارات وانتشار غاز كبريتيد الهيدروجين إلى الغلاف الجوي. وخلال فترة "الحد الأقصى للحرارة البالوسينية-الإيوسينية" (PETM)، حدث تقزّم مؤقت للثدييات، ويُعتقد أن ذلك نجم عن الارتفاع الحاد في درجات الحرارة.

## النباتات

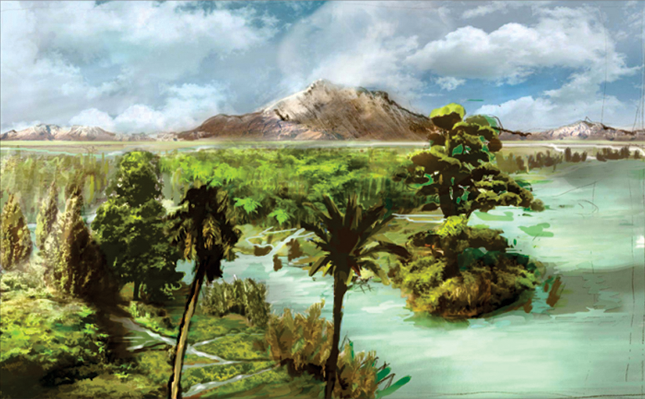
استعادة لمنظر طبيعي في باتاغونيا خلال مرحلة الداني

دعم المناخ الدافئ والرطب الغابات الاستوائية وشبه الاستوائية في جميع أنحاء العالم، وكانت تتألف بشكل أساسي من الأشجار المخروطية وعريضة الأوراق. وفي منطقة باتاغونيا، كانت المناظر الطبيعية تحتضن تنوعًا بيئيًا مذهلاً يشمل: الغابات الاستوائية المطيرة، والغابة الضبابية، وغابات المنغروف، وغابات المستنقعات، والسافانا، وغابات ذات الأوراق الصلبة. في تكوين سيريخون الكولومبي، تنتمي النباتات الأحفورية إلى نفس الفصائل النباتية الحديثة -مثل أشجار النخيل، والبقوليات، و[لوفية|الأرويدات]]، والخبازيات- وينطبق الشيء نفسه في تكوين ألمونت/خور بييسجيل في داكوتا الشمالية -مثل الأوكنية، والسيكلوكاريا، وجنكة كراني- مما يشير إلى أن نفس الفصائل النباتية قد ميزت غابات أمريكا الجنوبية المطيرة والجزء الداخلي الغربي الأمريكي منذ الباليوسيني.

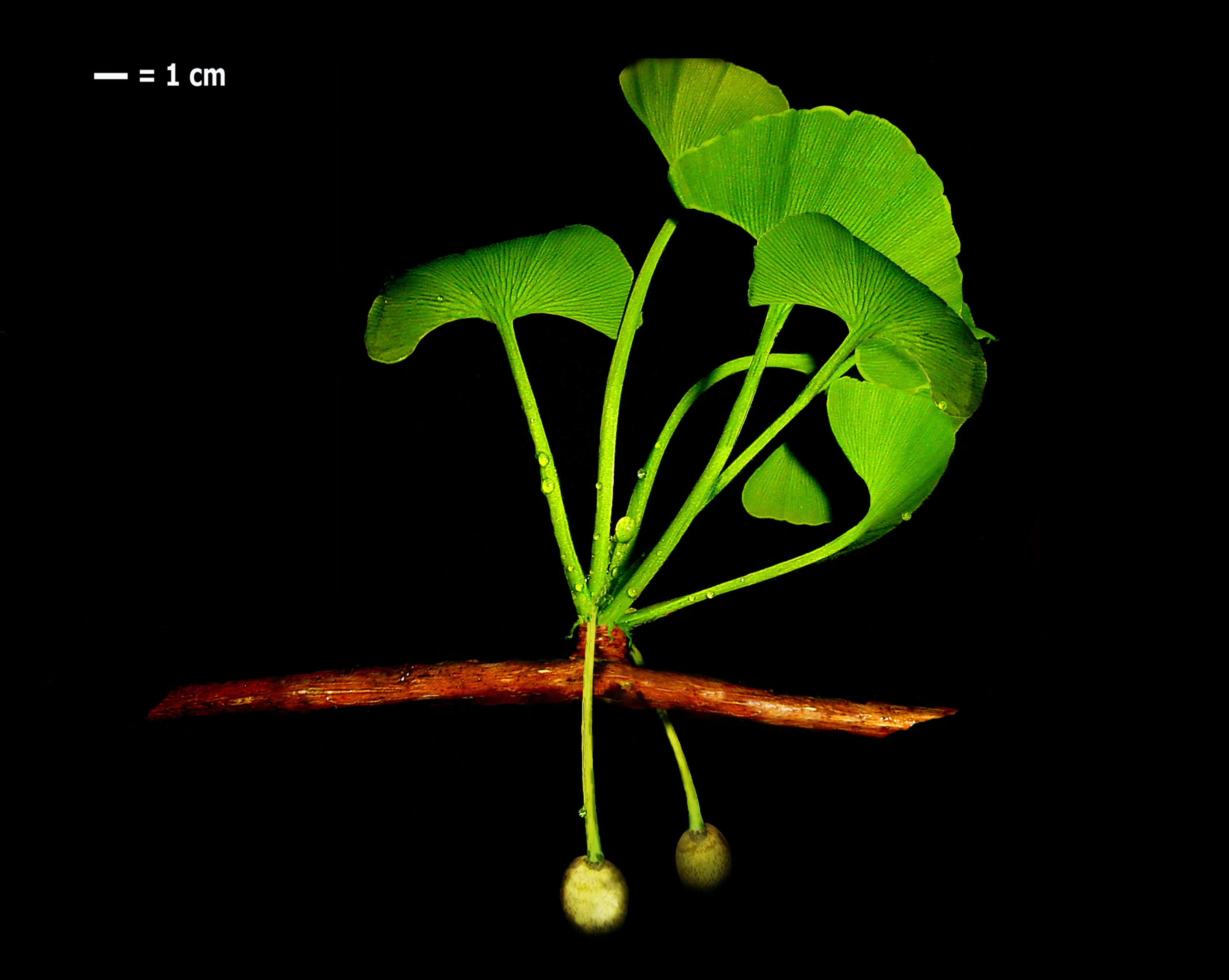
استعادة لمنظر "جنكة كراني" من الباليوسيني المتأخر

قد يكون انقراض الديناصورات العاشبة الكبيرة قد سمح للغابات أن تنمو بكثافة عالية، وهناك القليل من الأدلة على وجود سهول مفتوحة واسعة. وقد طورت النباتات عدة تقنيات للتكيف مع الكثافة النباتية العالية، مثل تكوين الجذور الدعامية لامتصاص المغذيات بشكل أفضل والمنافسة مع النباتات الأخرى، وزيادة الارتفاع للوصول إلى ضوء الشمس، وزيادة شتاتة البذور لتوفير تغذية إضافية على أرض الغابة المظلمة، والنمو على نباتات أخرى (النبات الهوائي) استجابةً لنقص المساحة على أرض الغابة. وعلى الرغم من زيادة الكثافة النباتية —التي يمكن أن تعمل كوقود— فقد انخفضت وتيرة حرائق الغابات من العصر الطباشيري إلى أوائل فترة الإيوسيني. ويُعزى هذا الانخفاض إلى تراجع مستويات الأكسجين في الغلاف الجوي لتصل إلى المستويات الحديثة، بالرغم من أن الحرائق التي وقعت ربما كانت أكثر شدة.

### التعافي
شهدت الحدود بين العصرين (الطبقتين الجيولوجيتين) انقراضًا واسع النطاق للأنواع النباتية؛ فعلى سبيل المثال، في حوض ويليستون بولاية داكوتا الشمالية، يُقدّر أن ما بين ثلث إلى ثلاثة أخماس أنواع النباتات قد انقرضت. وقد أدى "حدث انقراض العصر الطباشيري الباليوجيني" إلى تحول نباتي كبير؛ فعلى سبيل المثال، وقد حلّت الصنوبريات المعلاقية محل الصنوبريات الأروكارية التي كانت شائعة آنذاك، كما أن فصيلة الشيرولبيديات –وهي مجموعة من الصنوبريات المسيطرة معظم حقبة الحياة الوسطى وأصبحت نادرة في أواخر الطباشيري– عادت لتصبح أشجارًا سائدة في باتاغونيا، قبل أن تنقرض لاحقًا. بعض المجتمعات النباتية، كالموجودة في شرق أمريكا الشمالية، بدأت تشهد "حدث انقراض نباتي" خلال أواخر مرحلة الماسترخي، خاصةً في المليون سنة الأخيرة التي سبقت "انقراض العصر الطباشيري الباليوجيني". أما "نباتات الكوارث" –وهي النباتات التي تسود بسرعة بعد الكوارث البيئية الكبرى– فقد طغت على كثير من نباتات العصر الطباشيري، مما أدى إلى انقراض عدد كبير منها بحلول منتصف الباليوسيني.

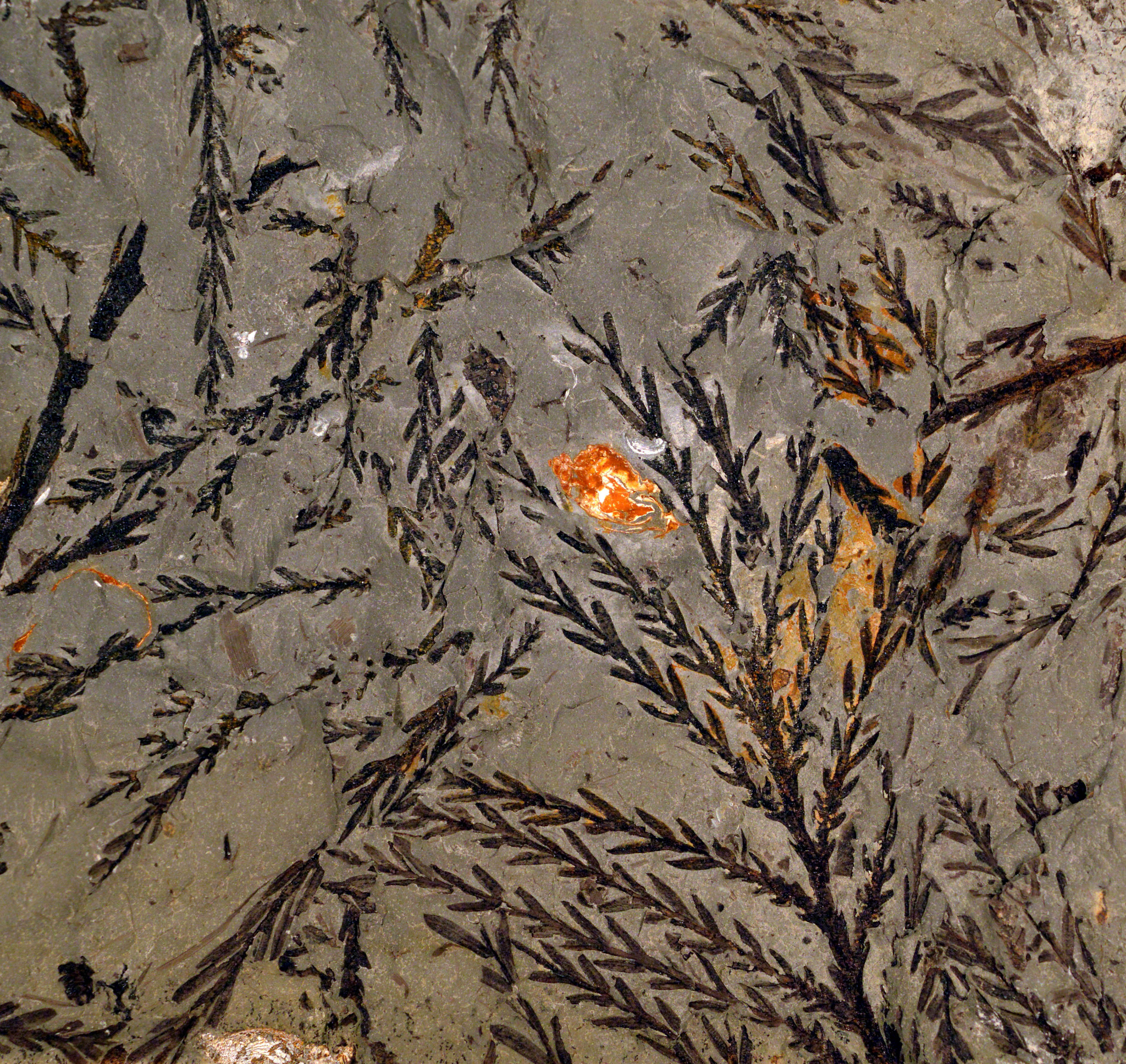
شجرة الصنوبر المنحوت الأوروبي من تكوين باسكابو الكندي.

تعتبر الطبقات الرسوبية التي تعلو مباشرة حدث "انقراض الطباشيري-الباليوجيني" غنية بشكل خاص بأحفوريات السراخس. غالبًا ما تكون السراخس أول الأنواع التي تستوطن المناطق المتضررة من حرائق الغابات، لذا فإن "طفرة السرخس" تشير إلى تعافي المحيط الحيوي بعد الحادثة (الذي تسبب في حرائق مستعرة في جميع أنحاء العالم). قد تمثل النباتات العشبية المتنوعة في أوائل الباليوسيني إما أنواعًا رائدة استعمرت من جديد المناطق التي أصبحت خالية مؤخرًا، أو استجابة لزيادة كمية الظل الناتجة عن الغابات التي بدأت بالنمو مجددًا. قد تكون النباتات اللازهرية مثل الحزازيات الذئبية، والسراخس، والشجيرات المزهرة مكونات مهمة لأشجار الطبقة السفلى للباليوسيني.
بشكل عام، كانت غابات الباليوسيني فقيرة بالأنواع، ولم يتعافَ التنوع البيولوجي بشكل كامل إلا في نهاية هذه الفترة. فعلى سبيل المثال، كان التنوع النباتي لما يُعرف الآن بمنطقة القطب الشمالي القديم (التي تشمل معظم نصف الكرة الشمالي) يتكون بشكل رئيسي من الأشكال المبكرة لأشجار الجنكة، وخشب الفجر الأحمر، والصنوبر المنحوت، والماكجنيتيا، والدُّلْب، والكارية، والشبكرمة، والكاتسورا. تفاوتت أنماط تعافي النباتات بشكل كبير مع خط العرض، المناخ، والارتفاع. وعلى سبيل المثال، ما يُعرف الآن باسم كاسل روك، كولورادو، ظهرت غابة مطيرة غنية بعد 1.4 مليون سنة فقط من الحدث، ربما بسبب تأثير ظل المطر الذي تسبب في رياح موسمية منتظمة. وعلى النقيض من ذلك، فإن قلة تنوع النباتات وغياب التخصص في الحشرات في تكوين سيريخون الكولومبي، الذي يعود تاريخه إلى 58 مليون سنة مضت، يشير إلى أن النظام البيئي هناك لا يزال في طور التعافي من حدث انقراض الطباشيري-الباليوجيني بعد مرور 7 ملايين سنة.

### كاسيات البذور

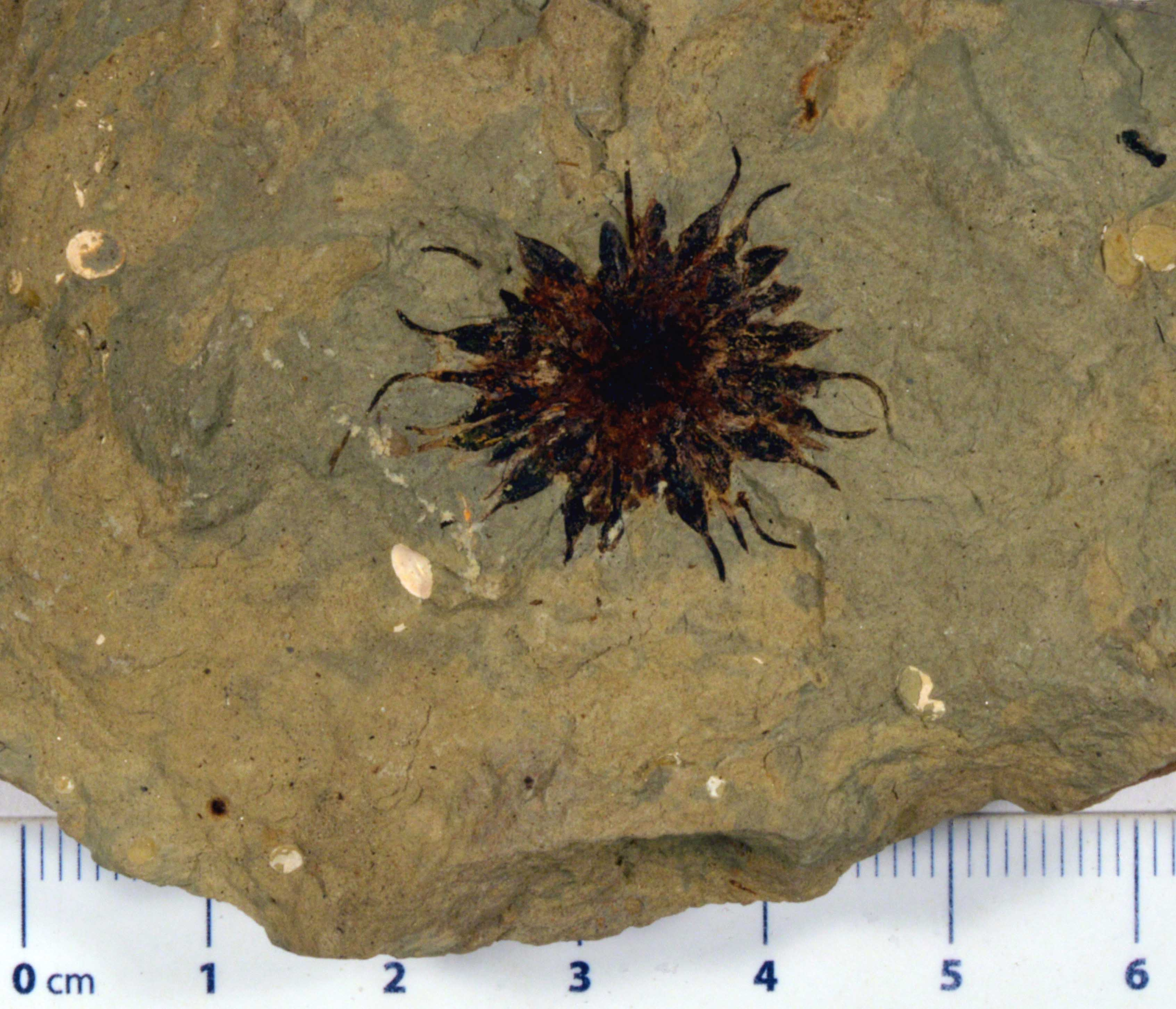
فاكهة الدُّلْب الأحفورية من تكوين باسكابو الكندي

استمرت النباتات المزهرة (كاسيات البذور)، التي أصبحت سائدة بين أصناف الغابات بحلول منتصف العصر الطباشيري قبل حوالي 110 إلى 90 مليون سنة، في التطور والانتشار، خاصةً للاستفادة من الفراغ البيئي الذي خلفه الانقراض وزيادة معدل هطول الأمطار. وتطورت الحشرات بالتوازي معها، حيث كانت تتغذى على هذه النباتات وتقوم بتلقيحها. كان افتراس الحشرات مرتفعًا بشكل خاص خلال الحدث الحد الأقصى للحرارة البالوسينية - الإيوسينية (PETM). ظهرت العديد من النباتات المثمرة خلال الباليوسيني، ويُرجح أن ذلك كان للاستفادة من تطور الطيور والثدييات الجديدة لنشر البذور.
ازداد تنوع كاسيات البذور ببطء في ساحل الخليج الأمريكي حاليا خلال أوائل الباليوسيني، ثم بشكل أسرع في وسطه ونهايته. قد يكون ذلك بسبب استمرار تأثيرات حدث انقراض الطباشيري–الباليوجيني في أوائل الباليوسيني، أو أن بداية الباليوسيني لم يكن فيها العديد من الموائل المفتوحة، أو أن كاسيات البذور المبكرة لم تكن قادرة على التطور بنفس المعدل المتسارع الذي ظهرت به كاسيات البذور اللاحقة، أو لأن انخفاض التنوع يُعادل معدلات تطور أبطأ، أو ربما لأن هجرة النباتات المزهرة إلى المنطقة في أوائل الباليوسيني كانت محدودة. خلال انقراض الطباشيري–الباليوجيني، سجلت كاسيات البذور معدل انقراض أعلى من عاريات البذور (التي تشمل المخروطيات والسيكاديات وأقاربها) والسراخس (بما في ذلك ذيول الحصان وأقاربها). كما أن كاسيات البذور المُلقحة بواسطة الحيوانات (الملقحات الحيوانية) سجلت معدل انقراض أعلى من المُلقحة بواسطة الرياح (التلقيح الريحي)؛ وسجلت كاسيات البذور دائمة الخضرة معدل انقراض أعلى من المتساقطة الأوراق، إذ إن النباتات المتساقطة الأوراق يمكنها الدخول في حالة سكون خلال الظروف القاسية.
في ساحل الخليج، تعرضت كاسيات البذور لحدث انقراض آخر خلال فترة "حدث
الحد الأقصى للحرارة البالوسينية - الإيوسينية"، لكنها تعافت منه بسرعة خلال الإيوسيني عن طريق الهجرة من منطقة الكاريبي وأوروبا. خلال هذا الوقت، أصبح المناخ أكثر دفئًا ورطوبة، ومن المحتمل أن كاسيات البذور تطورت لتصبح حساس للحرارة، أي قادرة على العيش ضمن نطاق محدود من درجات الحرارة والرطوبة؛ أو، نظرًا لأن النظام البيئي النباتي السائد بحلول منتصف الباليوسيني كان غابة مطيرة ذات مظلة مغلقة شديدة التكامل والتعقيد، فقد كانت النظم البيئية النباتية أكثر عرضة للتغيرات المناخية. هناك بعض الأدلة التي تشير إلى حدوث انقراض في أواخر الباليوسيني في ساحل الخليج، سبق "حدث الحد الأقصى للحرارة البالوسينية - الإيوسينية"، والذي قد يكون بسبب الضعف المذكور للغابات المطيرة المعقدة، وربما يكون النظام البيئي قد تعرض للاضطراب بسبب تغير طفيف فقط في المناخ.

### الغابات القطبية

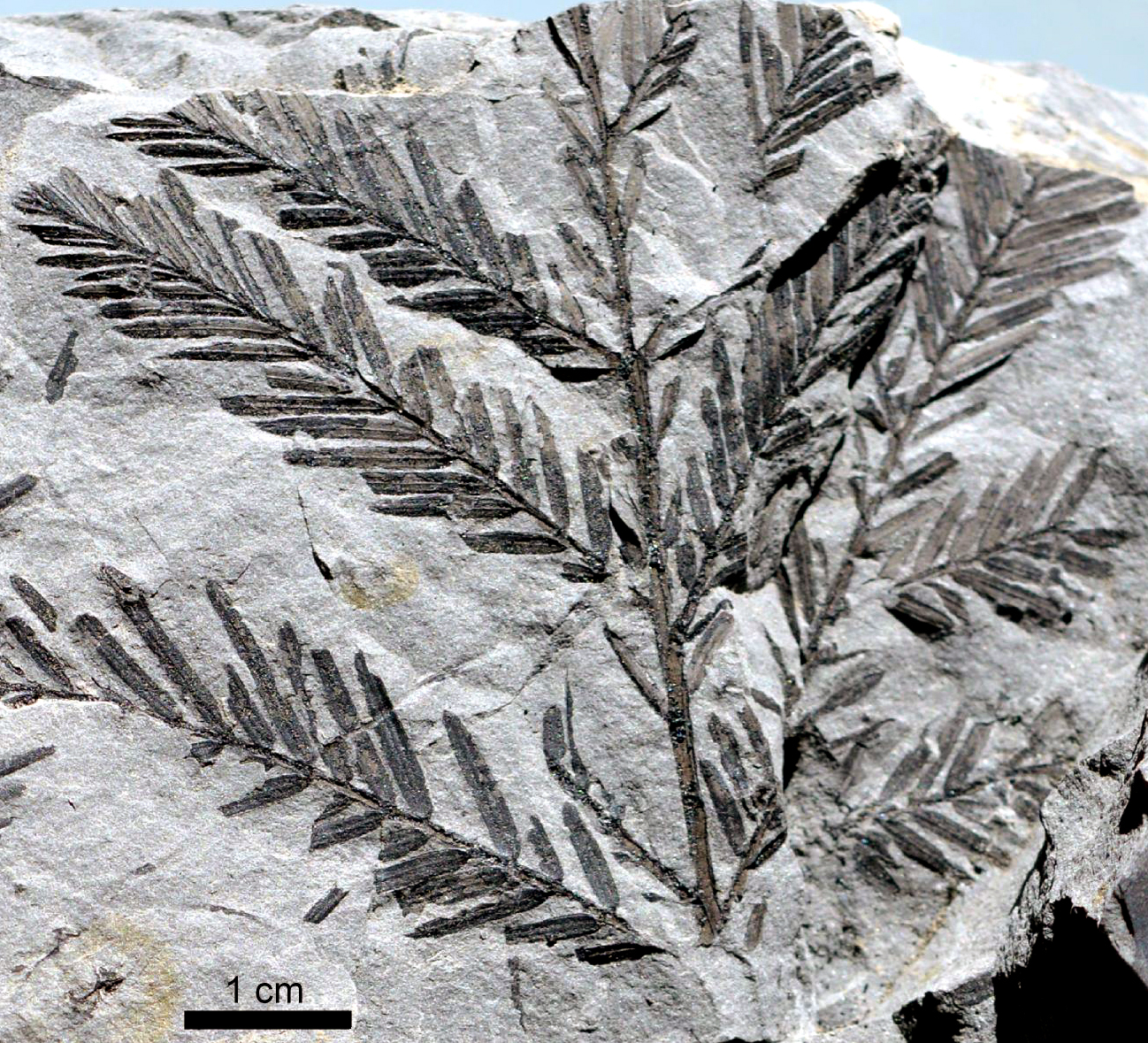
خشب الفجر الأحمر الغربي من تكوين سكولارد الكندي

سمح مناخ الباليوسيني الدافئ، الشبيه بمناخ الطباشيري، بوجود غابات قطبية متنوعة. في حين أن هطول الأمطار يُعتبر عاملاً رئيسيًا في تنوع النباتات بالقرب من خط الاستواء، كان على النباتات القطبية التكيّف مع التغيرات في توفر الضوء (ليالي القطب الطويلة وشمس منتصف الليل) ودرجات الحرارة. ونتيجة لذلك، طوّرت النباتات في كلا القطبين بعض الصفات المتشابهة بشكل مستقل، مثل الأوراق العريضة. وقد ازداد تنوع النباتات في كلا القطبين خلال الباليوسيني، خاصة في نهايته، بالتزامن مع ارتفاع درجات الحرارة العالمية.
في القطب الشمالي، أصبحت كاسيات البذور الخشبية هي النباتات السائدة، في انعكاسٍ لما كان عليه الحال في العصر الطباشيري، حيث كانت الأعشاب منتشرة بشكل أكبر. يُظهر تكوين خليج الجبل الجليدي في جزيرة إليسمير في نونافوت (بين خطي عرض 75–80° شمالاً)، بقايا غابة من خشب الفجر الأحمر تعود إلى أواخر الباليوسيني، حيث وصلت مظلة الغابة إلى حوالي 32 مترًا، وكان المناخ مشابهاً لإقليم الشمال الغربي الهادئ. في ألاسكا نورث سلوب، كانت أشجار خشب الفجر الأحمر هي المخروطيات السائدة. ويمثل جزء كبير من التنوع أنواعًا مهاجرة من مناطق أقرب إلى خط الاستواء. وكان التساقط الموسمي للأوراق هو السائد، كآلية للحفاظ على الطاقة من خلال التخلص من الأوراق في الوقت المناسب والاحتفاظ بجزء من الطاقة، بدلاً من أن تموت الأوراق بسبب الصقيع. أما في جنوب وسط ألاسكا، فيُظهر تكوين شيكالون وجود مستنقعات غنية بالخث كانت تهيمن عليها المخروطيات من فصيلة الطقسودية، وسهول فيضية فتاتية كانت تشغلها غابات مختلطة من كاسيات البذور والمخروطيات.
في القطب الجنوبي، وبسبب العزلة المتزايدة للقارة القطبية الجنوبية، كانت العديد من التصنيفات النباتية متوطنة في القارة بدلاً من الهجرة إليها. قد تكون النباتات الباتاغونية قد نشأت في القارة القطبية الجنوبية. كان المناخ أكثر برودة بكثير مقارنة بأواخر العصر الطباشيري، رغم أن الصقيع ربما لم يكن شائعًا، على الأقل في المناطق الساحلية. من المحتمل أن شرق القارة القطبية الجنوبية كان دافئًا ورطبًا. بسبب ذلك، كان من الممكن أن تنتشر الغابات دائمة الخضرة، إذ إن غياب الصقيع وانخفاض احتمالية موت الأوراق جعلا من الاحتفاظ بالأوراق خيارًا أكثر كفاءة في استهلاك الطاقة مقارنة بإعادة نموها سنويًا. من الاحتمالات أن المناطق الداخلية من القارة كانت كانت تفضل الأشجار نفضية الأوراق، رغم أن المناخات القارية السائدة ربما كان شتائها دافئًا بما يكفي لدعم الغابات دائمة الخضرة.وكما في العصر الطباشيري، فقد كانت المخروطيات المعلاقية، والزان الجنوبي، وكاسيات البذور البروتيا شائعة.

## الحيوانات
في حدث انقراض الطباشيري–الباليوجيني، انقرض كل حيوان بري يزيد وزنه عن 25 كيلوجرامًا، مما ترك عدة منافذ بيئية شاغرة في بداية هذه الفترة.

### الثدييات

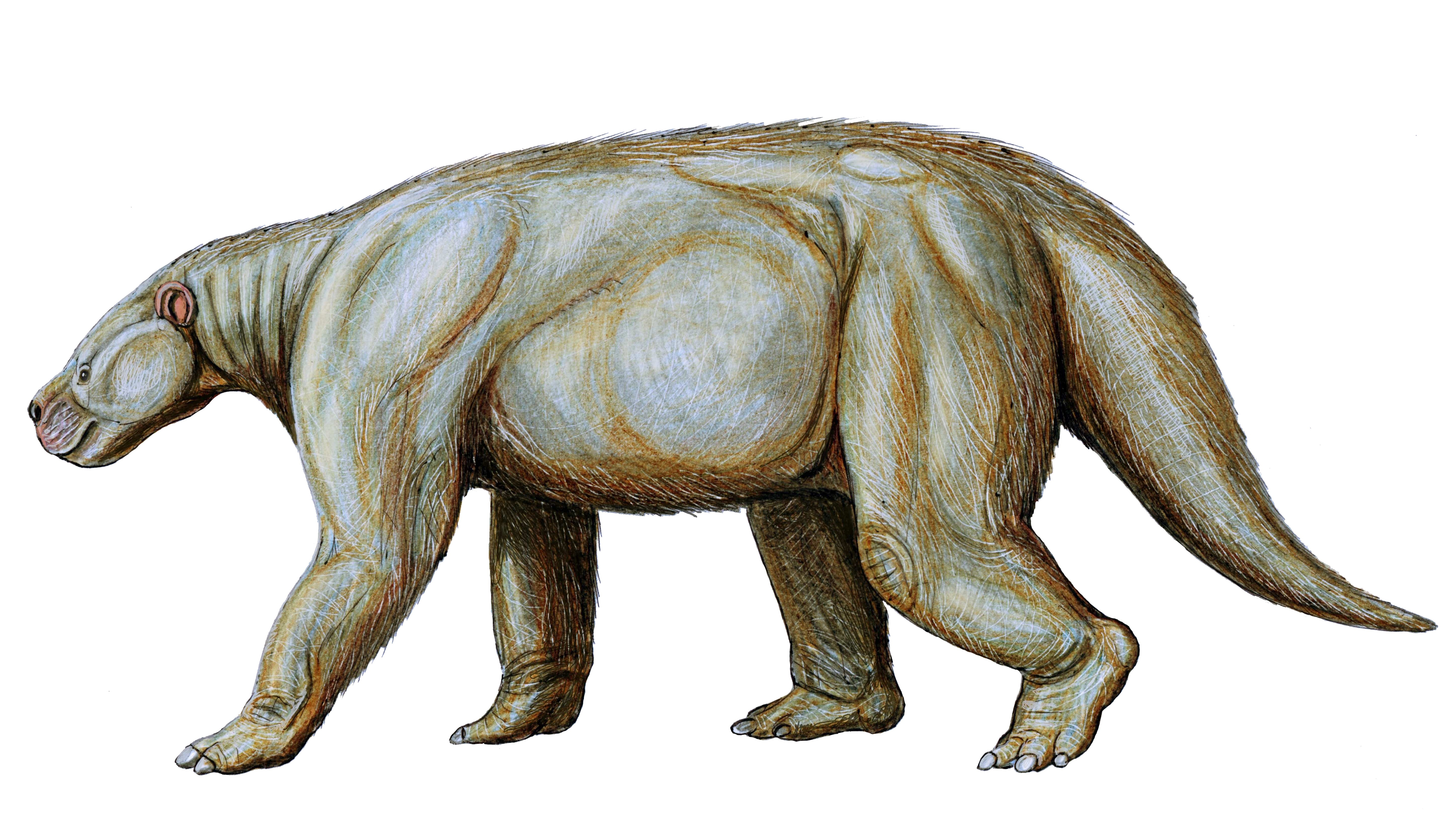
إعادة تصوير للحيوان العاشب الباريلامبدا من كاملات الأسنان في أواخر الباليوسيني، ويمكن أن يصل وزنه إلى 650 كيلوجرامًا.

ظهرت الثدييات لأول مرة في الثلاثي المتأخر، وبقيت صغيرة الحجم وليلية النشاط طوال الحقبة الميزوزويّة لتجنب التنافس مع الديناصورات (عنق الزجاجة الليلي)، ومع ذلك، بحلول الجوراسي الأوسط قد تفرعت إلى عدة مواطن بيئية —مثل تحت الأرض، وعلى الأشجار، والمائية— وقد كان أكبر ثديي معروف من حقبة الحياة الوسطى الريبينوماموس روبوستوس، وبلغ طوله نحو متر واحد ووزنه ما بين 12 إلى 14 كيلوجرامًا، وهو ما يُقارن بحجم الأبوسوم الفيرجيني في العصر الحديث. ورغم أن بعض الثدييات كانت تستطيع الخروج نهارًا من حين لآخر (النشاط النهاري-الليلي) قبل نحو 10 ملايين سنة من حدث انقراض الطباشيري الباليوجيني، فإنها لم تصبح نهارية تمامًا (أي نشطة خلال النهار فقط) إلا بعد ذلك بفترة.
بشكل عام، احتفظت ثدييات الباليوسيني بحجمها الصغير حتى قرب نهاية الفترة، ونتيجة لذلك، فإن عظام الثدييات المبكرة ليست محفوظة بشكل جيد في السجل الأحفوري، ومعظم ما هو معروف يأتي من الأسنان الأحفورية. كانت عديدة الدرنات المجموعة المنقرضة التي تشبه القوارض وليست مرتبطة بأي من الثدييات الحديثة، وتعد المجموعة الأكثر نجاحًا من الثدييات في حقبة الحياة الوسطى، وبلغت ذروة تنوعها في أوائل الباليوسيني. خلال هذا الوقت، أظهرت أنواع عديدة الدرنات مجموعة واسعة من التعقيد في الأسنان، وهو ما يرتبط بتنوع أوسع في النظام الغذائي للمجموعة ككل. وقد شهدت هذه الكائنات تراجعًا في أواخر الباليوسيني، وانقرضت في نهاية الإيوسيني، وربما كان ذلك نتيجةً للمنافسة مع القوارض التي بدأت بالتطور حديثًا آنذاك.
مع ذلك، بعد حدث انقراض الطباشيري–الباليوجيني، تنوعت الثدييات بسرعة كبيرة وملأت الفجوات البيئية الخالية. وعلى عكس الوقت الحاضر، فقد كان ثراء الثدييات خلال هذه الفترة يتغير بشكل طفيف جدًا مع خطوط العرض. تنقسم الثدييات الحديثة إلى الوحشيات (ومن أعضاؤها المشيميات والجرابيات) ووحيدات المسلك. وقد نشأت هذه المجموعات الثلاث جميعها في العصر الطباشيري. وتشمل جرابيات الباليوسيني جنس البيرادكتس، ومن وحيدات المسلك جنس المونوتريماتوم. وقد تميز هذا العصر بظهور العديد من المجموعات المشيمية التاجية —وهي مجموعات لا تزال لها أعضاء حية في يومنا هذا— مثل أوائل الوحشيات الإفريقية كالأوسيبيا، وغريبات المفاصل مثل اليوتايتوس، والقوارض مثل التريبوسفينوميس والباراميس، وأسلاف الرئيسيات مثل قريبات أدبيات الشكل، وأوائل آكلات اللحوم مثل الرافينيكتس والبريستنكتيس، وربما البنغوليات مثل عديمات الأسنان القديمة، وربما سلائف الحافريات فردية الأصابع مثل ذو الأسنان الزائفة، وشفويات الأعور مثل الوحشيات الليلية. ورغم أن الوحشيات ربما قد بدأت تتنوع منذ 10 إلى 20 مليون سنة قبل حدث انقراض الطباشيري-الباليوجيني، إلا أن متوسط حجم الثدييات ازداد بشكل كبير بعد هذا الحدث، وبدأت موجة من التشعب التكيفي نحو التغذي على الفواكه (آكلة الفاكهة) والتغذية المتنوعة، خاصة مع ظهور العواشب الكبيرة حديثة النشوء مثل شريطية الأسنان وذوات الأسنان القاطعة وكاملات الأسنان وشبيهات متعددات الأسنان والقرنيات الرهيبة. وتشمل الحيوانات المفترسة الكبيرة آنذاك نوعًا شبيهًا بالذئب تُعرف باسم الميزنيقيات، مثل الأنكالاجون والسينونيكس.
وعلى الرغم من التنويع الهائل الذي حدث، إلا أن ترابط معظم ثدييات الباليوسيني غير معروفة، ولا يوجد سوى الرئيسيات واللواحم والقوارض التي لها أصول باليوسينية واضحة، وقد أدت إلى وجود فجوة 10 ملايين سنة في السجل الأحفوري لرتب الثدييات الأخرى التاجية. الرتبة الأكثر ثراءً بأنواع الثدييات الباليوسينية هي رتبة اللقمانيات، وهي عبارة عن أصنوفة مهملات للثدييات الحافرية المتنوعة ذات الأسنان الطاحنة. وتشمل الرتب الأخرى الغامضة رتبة العرسيات النحيلة، ومفترسات الطباشير، وذوات الأسنان اللاحمة. هذا الغموض يطمس التطور المبكر للمشيمات.

### الطيور

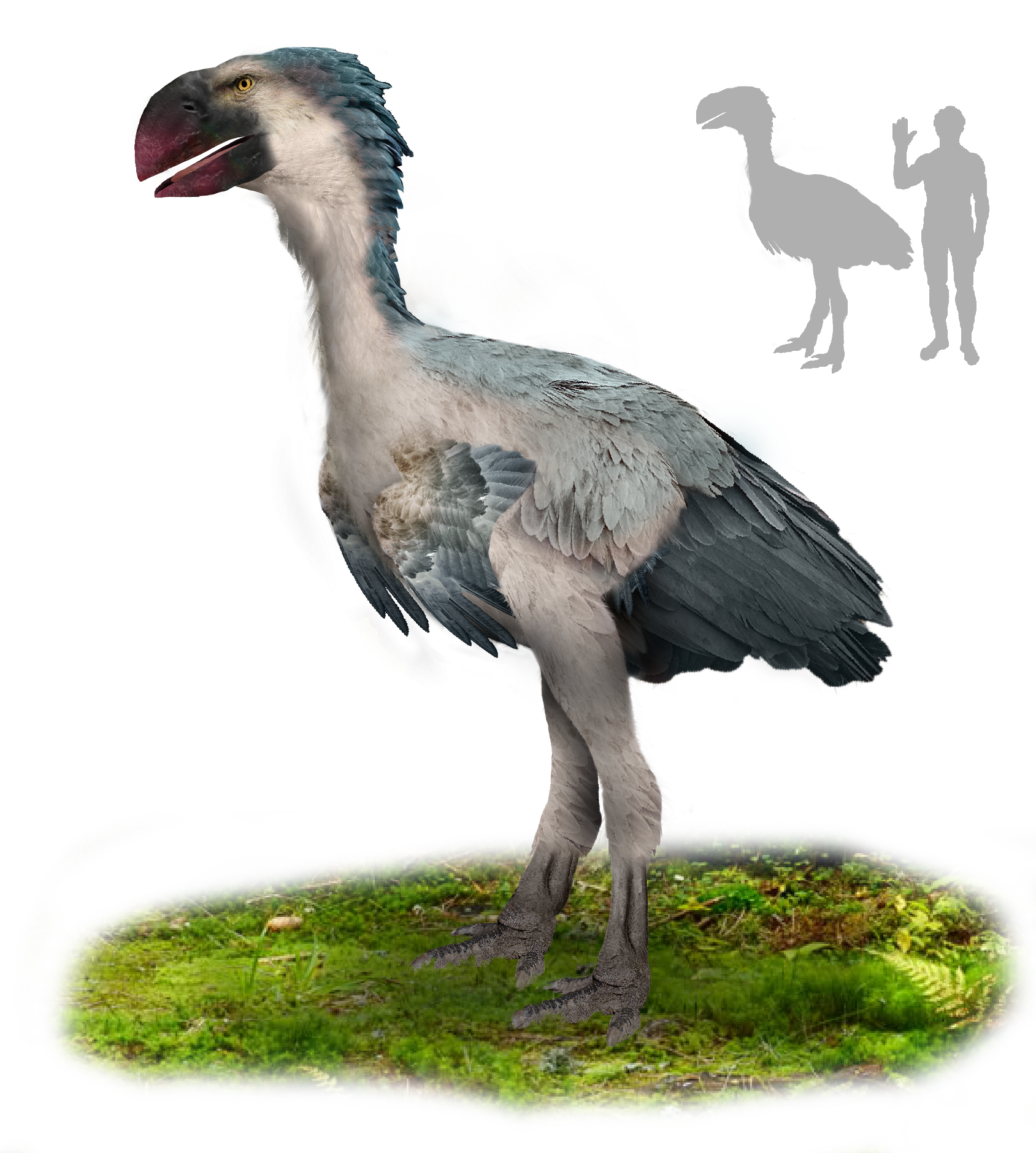
إعادة بناء شكل الغاستورنيس

وفقًا لدراسات الحمض النووي (DNA)، فقد تنوعت الطيور الحديثة بسرعة بعد انقراض الديناصورات الأخرى في الباليوسيني، ويمكن أن تكون تابعة لأصول جميع سلالات الطيور الحديثة تقريبًا حتى هذه الفترة، باستثناء الطيور الداجنة (مثل الدجاج) والطيور القديمة الفك. وكان هذا أحد أسرع أشكال التنوع الحيوي لأي مجموعة حيوانية، ربما مدفوعًا بتنوع الأشجار المثمرة والحشرات المرتبطة بها، ويُعتقد أن مجموعات الطيور الحديثة قد تفرعت خلال أربعة ملايين سنة فقط من حدث انقراض الطباشيري-الباليوجيني. ومع ذلك، فإن السجل الأحفوري للطيور في الباليوسيني يُعد ضعيفًا مقارنة بالمجموعات الأخرى، ويقتصر عالميًا بشكل أساسي على الطيور المائية مثل البطريق المبكر "وايمانو". أقدم طائر معروف من مجموعة التاج الشجرية هو "التسيديازي"، وهو من فصيلة الحنوريات، ويعود تاريخه إلى نحو 62 مليون سنة مضت. كما يتضمن السجل الأحفوري أيضًا بومات مبكرة مثل "البيرورنيس" الكبيرة من فرنسا، و"الأوجيجوبتينكس" الأصغر من الولايات المتحدة.
انقرضت تقريبًا جميع الطيور القديمة (التي لا تنتمي إلى مجموعة الطيور الحديثة) خلال حدث انقراض الطباشيري-الباليوجيني. على الرغم من تسجيل وجود الطائر القديم تشينورنس في الباليوسيني. وربما أدى انقراضها إلى تكاثر الطيور الحديثة خلال الباليوسيني، والطائر الحديث الوحيد المعروف من العصر الطباشيري هو الطائر المائي فيغافيس، وربما أيضًا الطائر المائي تيفيورنيس.
في حقبة الحياة الوسطى، أظهرت الطيور والتيروصورات تقسيماً بيئياً متعلقاً بالحجم — فلم تُعرف أي طيور طائرة من أواخر الطباشيري يزيد باع جناحيها عن مترين أو وزنها عن 5 كجم، في حين أن التيروصورات المعاصرة لها تراوح باع أجنحتها بين 2 و10 أمتار، ويرجح أن ذلك كان لتفادي التنافس. وقد أدى انقراضها إلى تمكين الطيور الطائرة من بلوغ أحجام أكبر، مثل طيور المحيط والبجعيات. كان طائر البروتودونتوبريكس من طيور المحيط الباليوسينية، صغير جدا مقارنةً بالأعضاء اللاحقين، حيث بلغ باع جناحيه نحو متر واحد، وهو ما يعادل حجم طائر نورس. وفي قارة أوروبا الأرخبيلية، كان طائر الغاستورنيس الغير قادر على الطيران أكبر آكلات الأعشاب، حيث بلغ طول أكبر الأنواع منه مترين، ويُحتمل أن ذلك يعود إلى غياب التنافس من الثدييات العاشبة الكبيرة التي بدأت بالظهور في القارات الأخرى. أما الطيور المفترسة المعروفة بـ"طيور الرعب" في أمريكا الجنوبية، فقد كان ظهورها في الباليوسيني محل جدل مع طائر الباليوبسيلوبترس، لكن أول ظهور مؤكد لها يعود إلى الإيوسيني.

### الزواحف

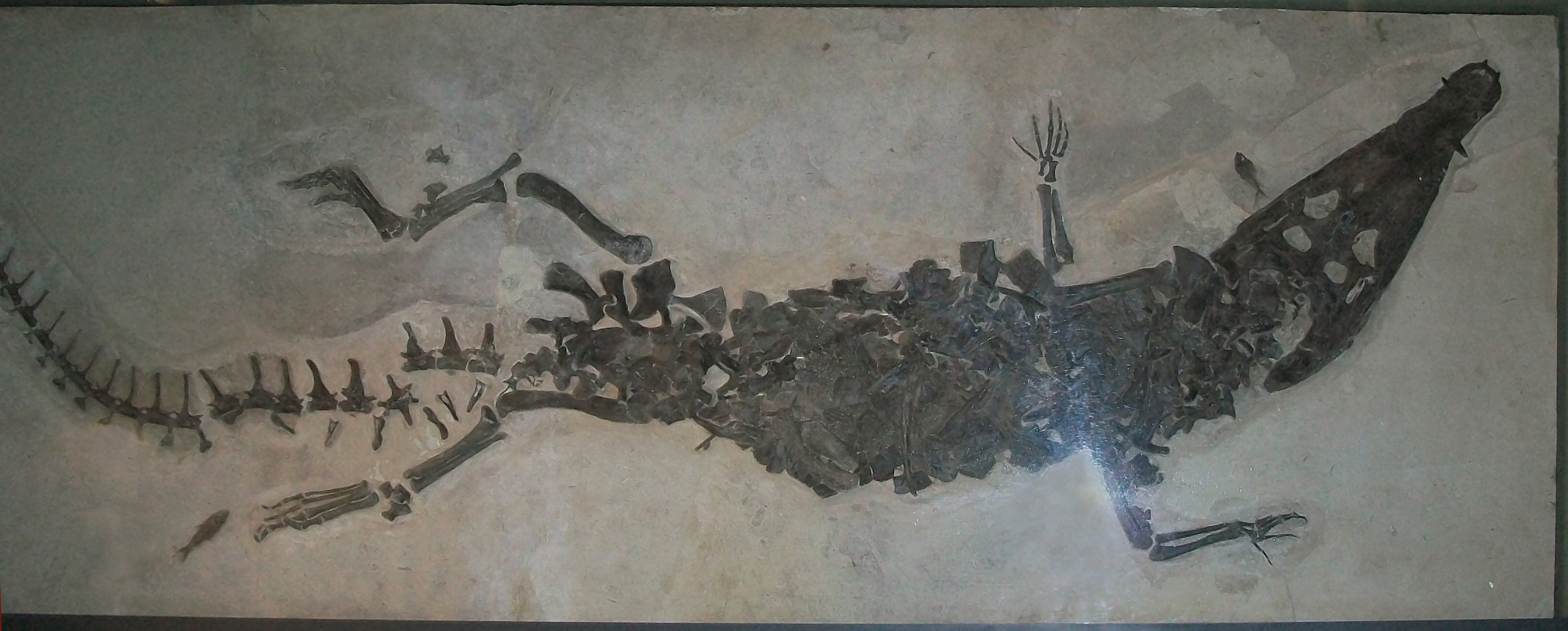
بوريالوسوكس في المتحف الميداني للتاريخ الطبيعي.

يُعتقد بشكل عام أن جميع الديناصورات غير الطيرية انقرضت في حدث انقراض الطباشيري–الباليوجيني قبل 66 مليون سنة، رغم وجود بعض الادعاءات المثيرة للجدل حول وجود ديناصورات في الباليوسيني، وهو ما قد يشير إلى انقراض تدريجي للديناصورات. من التواريخ المثيرة للجدل بقايا من تكوين هيل كريك، يعود تاريخها إلى 40,000 سنة بعد الحد الفاصل (حدث الانقراض)، وعظم فخذ هادروصور من حوض سان خوان يعود تاريخه إلى 64.5 مليون سنة، ومع ذلك، قد تكون هذه الأشكال المتأخرة المنعزلة عبارة عن "أصناف زومبي" تم جرفها ونقلها إلى رواسب أحدث.
في أعقاب حدث انقراض الطباشيري–الباليوجيني، انقرض حوالي 83% من أنواع السحالي والثعابين (الحرشفيات)، ولم تستعد التنوع البيولوجي بشكل كامل حتى نهاية الباليوسيني. ومع ذلك، وبما أن السلالات الرئيسية الوحيدة للحرشفية التي اختفت في هذا الحدث كانت الموزاصوريات وكثيرات الأسنان الإزميلية (والأخيرة كانت تُشكل 40% من تنوع السحالي في مرحلة الماسترخي)، ولأن معظم مجموعات الحرشفيات الرئيسية كانت قد تطورت خلال العصر الطباشيري، فمن المحتمل أن الحدث لم يؤثر بشكل كبير على تطور هذه الحرشفيات، ولم تتفرع التي تطورت منها لاحقًا إلى مواطن بيئية جديدة كما فعلت الثدييات. بمعنى آخر، فإن حرشفيات العصرين الطباشيري والباليوجيني قد شغلت نفس المواطن البيئية. ومع ذلك، حدث تحول في الحيوانات الحرشفية، ولم تكن المجموعات التي كانت مهيمنة بحلول الإيوسيني بنفس الوفرة في العصر الطباشيري، وهي تشمل البدغيات، الإغوانات، السحالي الليلية، البيثونات، الثعابين الحديثة، الثعابين البواء، والسحالي الدودية. ولا يُعرف من أوائل الباليوسيني سوى الحرشفيات الصغيرة —وكانت أكبر أفعى معروفة حينها هي الهيلاغراس بطول 950 ملم— لكن أفعى التيتانوبوا من الباليوسيني المتأخر نمت لتتجاوز 13 مترًا، وهي أطول أفعى تم تسجيلها على الإطلاق. ويمثل كاواسفينودون بيليغرينسيس من أوائل الباليوسيني في أمريكا الجنوبية أحدث سجل معروف لرتبة منقاريات الرأس خارج نيوزيلندا، حيث يقيم التوَتارا، المُمثل الوحيد الحي المتبقي لهذه الرتبة.
تماسيح المياه العذبة ومفصولات الرقاب كانت من بين الزواحف المائية التي نجت من حدث انقراض الطباشيري-الباليوجيني، ويُرجّح أن سبب نجاتها هو أن البيئات المائية العذبة لم تتأثر بشدة كما تأثرت البيئات البحرية. من أمثلة التماسيح التي عاشت في الباليوسيني تمساح البوريالوسوكس، الذي بلغ متوسط طوله 3.7 متر في موقع واناغان كريك. ومن بين تمساحيات الشكل، نجت أيضًا بعض الأنواع المائية والبرية مثل الديراصوريات والسيبيكسية التي كانت تعيش على اليابسة بشكل كامل، كما عُثر على عضو نجى متأخرا من فصيلة الفوليدوصوريات في طبقات تعود إلى مرحلة الداني في المغرب. ثلاثة أنواع من مفصولات الرقاب المعروفة من الباليوسيني:
1. الكامبسوصور من مفصولات الرقاب الحديثة الشبيه بالغريال: وأكبر أنواعه في العصر الباليوسيني هو "الكامبسوصور غيغاس" ويبلغ طوله 3 أمتار.
2. السايمويدوصور: وأكبر عينة معروفة منه يبلغ طولها 5 أمتار.
3. نوع غير محدد من مفصولات الرقاب الحديثة الشبيه بالسحالي اللازرسوكس، ويبلغ طوله حوالي 44 سنتيمترًا.[176]

أما آخر مفصولات الرقاب المعروفة، والتي تنتمي إلى جنس اللازرسوكس، فقد عُثر عليها في رواسب تعود إلى الميوسيني.
شهدت السلاحف تراجعًا في فترة الكامباني (أواخر الطباشيري) خلال فترة برودة مناخية، ثم تعافت خلال حدث الحد الأقصى للحرارة البالوسينية - الإيوسينية في نهاية الباليوسيني. ولم تتأثر السلاحف كثيرًا بانقراض الطباشيري-الباليوجيني، حيث نجا حوالي 80% من الأنواع. وفي كولومبيا، تم اكتشاف سلحفاة عمرها 60 مليون سنة تُدعى كاربونيميس، ويبلغ طول درعها 1.7 متر.

### البرمائيات
لا توجد أدلة كثيرة على أن البرمائيات تأثرت بشكل كبير بانقراض الطباشيري-الباليوجيني، ويرجح أن ذلك يعود إلى أن المواطن المائية العذبة التي كانت تعيش فيها لم تتأثر بنفس القدر الذي تأثرت به البيئات البحرية. وفي دراسة أُجريت عام 1990 في تكوين هيل كريك بشرق مونتانا، أضهرت بأنه لم يتم العثور على أي انقراض في أنواع البرمائيات خلال الحدود الفاصلة للعصرين. وقد تطورت الضفادع الحقيقية خلال الباليوسيني. أما السجل الأخير لفصيلة الزواحف الألبانية في أمريكا الشمالية وخارج أوروبا والأناضول، فيتمثل في نوع غير مسمى من جنس الألبانربيتون، وهو معروف من تكوين باسكابو في كندا، والذي يعود إلى الباليوسيني.

### الأسماك

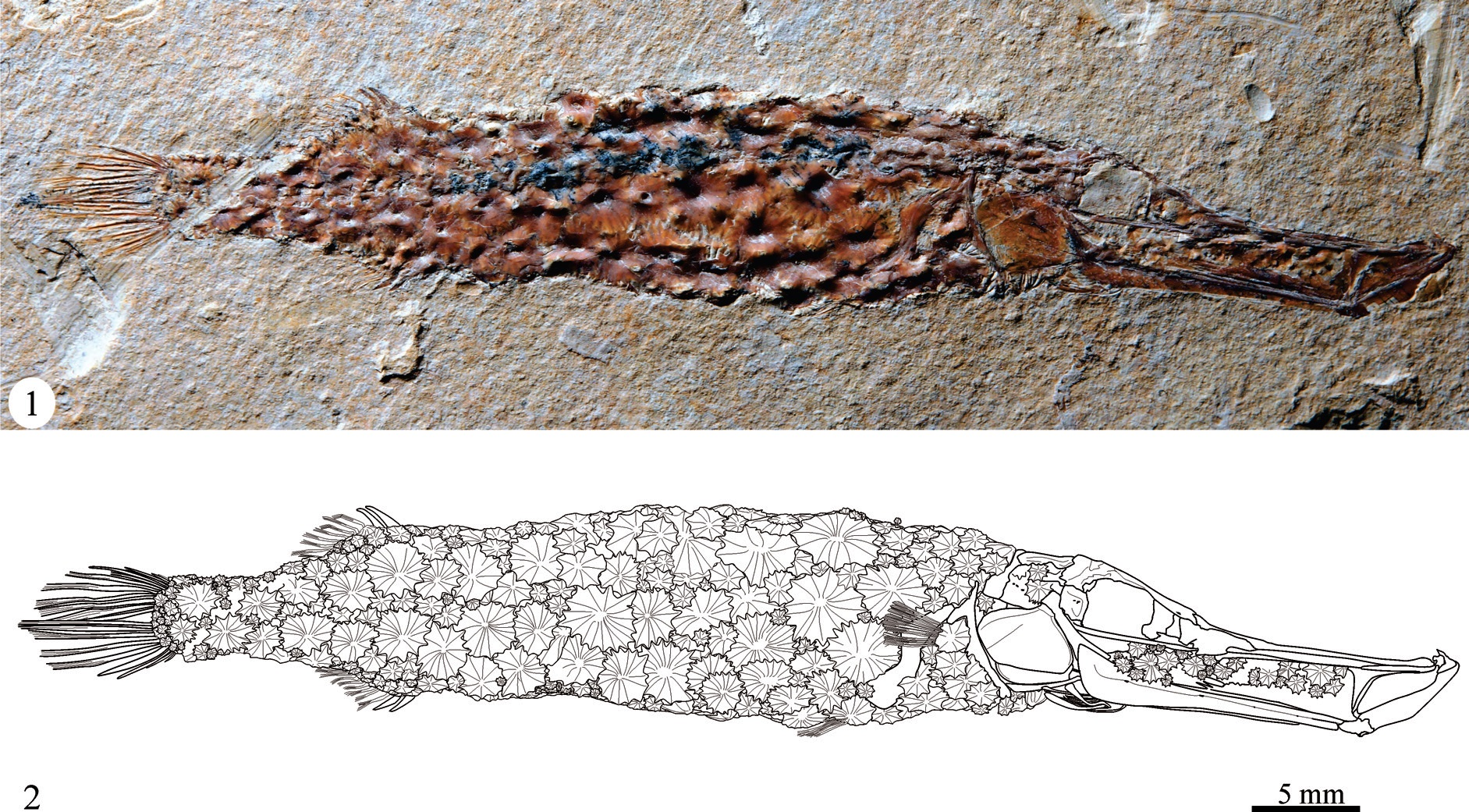
سمكة البوق إيكولوستوموس من الباليوسيني المبكر من بالينكي المكسيكية

تعافت مجموعة الأسماك السطحية الصغيرة بسرعة كبيرة، وكان معدل انقراض أسماك القرش والشفنين منخفضًا. بشكل عام، انقرض 12% فقط من أنواع الأسماك. خلال العصر الطباشيري، لم تكن الأسماك وفيرة جداً، ربما بسبب زيادة الافتراس أو التنافس مع الأمونيتات والحبار، على الرغم من وجود أسماك مفترسة كبيرة مثل الأسماك العضاضة، وسميكات الجذع، والباشيرهيزودنتيد. مباشرة بعد حدث انقراض الطباشيري-الباليوجيني، أصبحت شعاعيات الزعانف –والتي تمثل اليوم ما يقارب نصف جميع الفقاريات– أكثر عدداً، وازداد حجمها، وسيطرت على المحيطات المفتوحة. وشهدت أشباه شوكيات الزعانف –وهي مجموعة من الأسماك شعاعية الزعانف تمثل اليوم ثلث الحياة الفقارية– تنوعاً هائلاً بعد حدث انقراض الطباشيري-الباليوجيني، حيث هيمنت على النظم البيئية البحرية بنهاية الباليوسيني، وملأت المنافذ البيئية المفترسة في المحيطات المفتوحة، بالإضافة إلى انتشارها في الأنظمة المرجانية المتعافية. وعلى وجه الخصوص، تنوعت أشباه سمك الفرخ بشكل أسرع من أي مجموعة فقارية أخرى في ذلك الوقت، باستثناء الطيور؛ واختلفت أشباه سمك الفرخ الطباشيرية قليلًا في شكل الجسم، وبحلول الإيوسيني تطورت إلى أشكال متباينة جداً مثل أسماك الإسقمريات المبكرة (اليوم: التونة، الماكريل، والبينيثيات)، والبَرَّكودة، والشيميات، وأسماك المنقار، والأسماك المفلطحة، وشبيهات البوق (أسماك البوق وأسماك الزراقة). ومع ذلك، يُظهر اكتشاف سمك "الأنقليس الكاذب) باستوريوس" من العصر الطباشيري أن الأشكال الجسدية لبعض أشباه الفرخيات كانت متنوعة للغاية، مما قد يشير إلى وجود تنوع كبير في أشكال أجسام هذه الأسماك حتى قبل الباليوسيني.

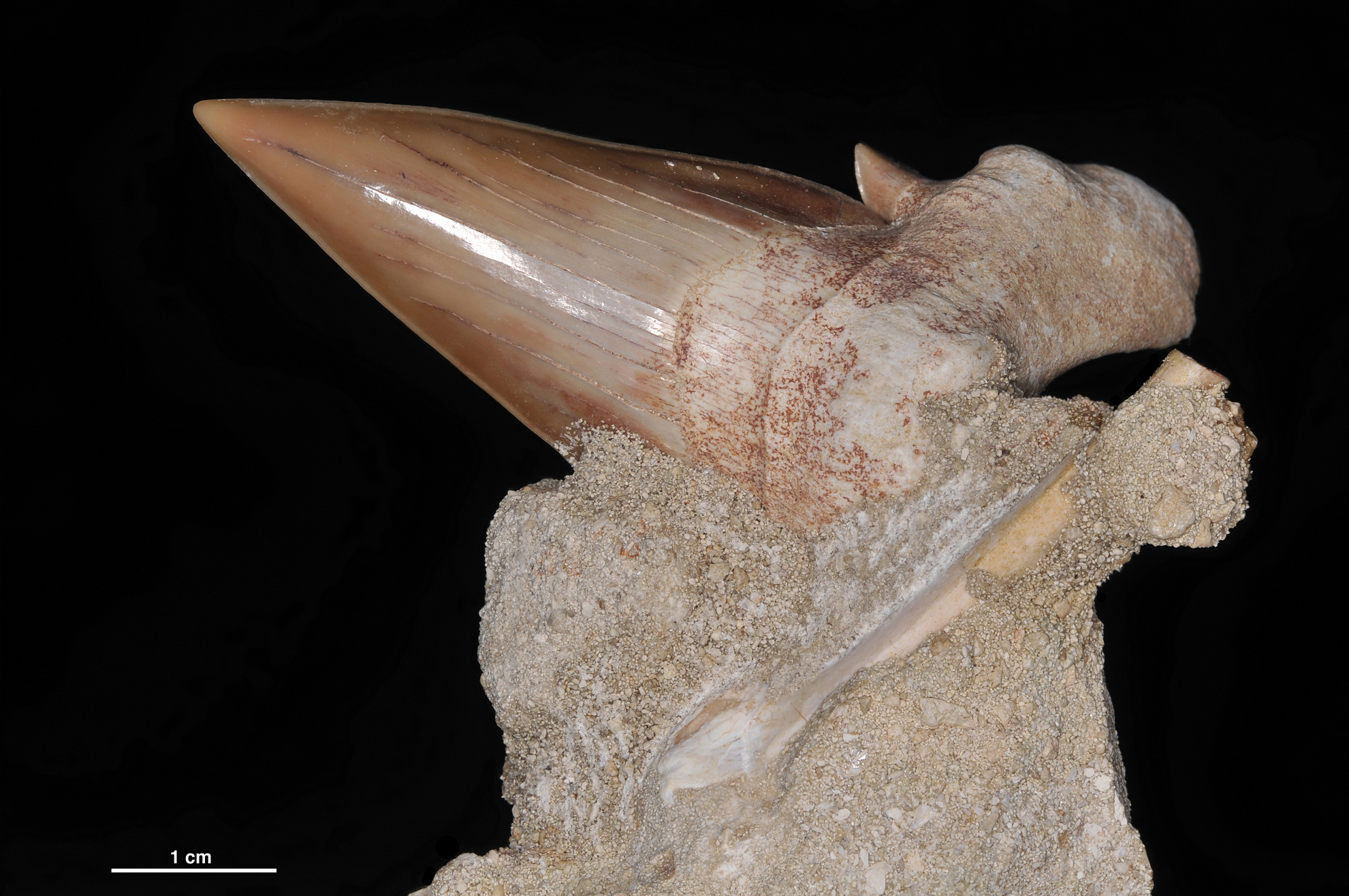
أسنان سمكة قرش أوتودوس أوبليكوس من وادي زم، المغرب

في المقابل، يبدو أن أسماك القرش والشفنينيات لم تتمكن من استغلال المنافذ البيئية الشاغرة، وقد عادت إلى نفس مستوى الوفرة الذي كانت عليه قبل الانقراض. وقد حدث تحول في التجمعات الحيوانية لأسماك القرش، حيث حلت القروش القاعية محل قروش الماكريل، إذ إن القروش القاعية أكثر تكيفًا مع صيد شعاعيات الزعانف التي كانت تتنوع بسرعة، بينما كانت قروش الماكريل تستهدف الفرائس الأكبر حجمًا. وقد سُجل أول ظهور لقرش ضخم الأسنان "أوتودوس أوبليكوس" —وهو سلف العملاق ميجالودون— في الباليوسيني.
توجد سجلات لعدة أنواع من أسماك المياه العذبة من الباليوسيني في أمريكا الشمالية، وتشمل:
- الآميات
- أسماك الرمح
- الأرواناوات
- ذوات المنقار المدبب
- السلور الشائع
- الهفيات
- الكراكيات[197]

### الحشرات والعناكب

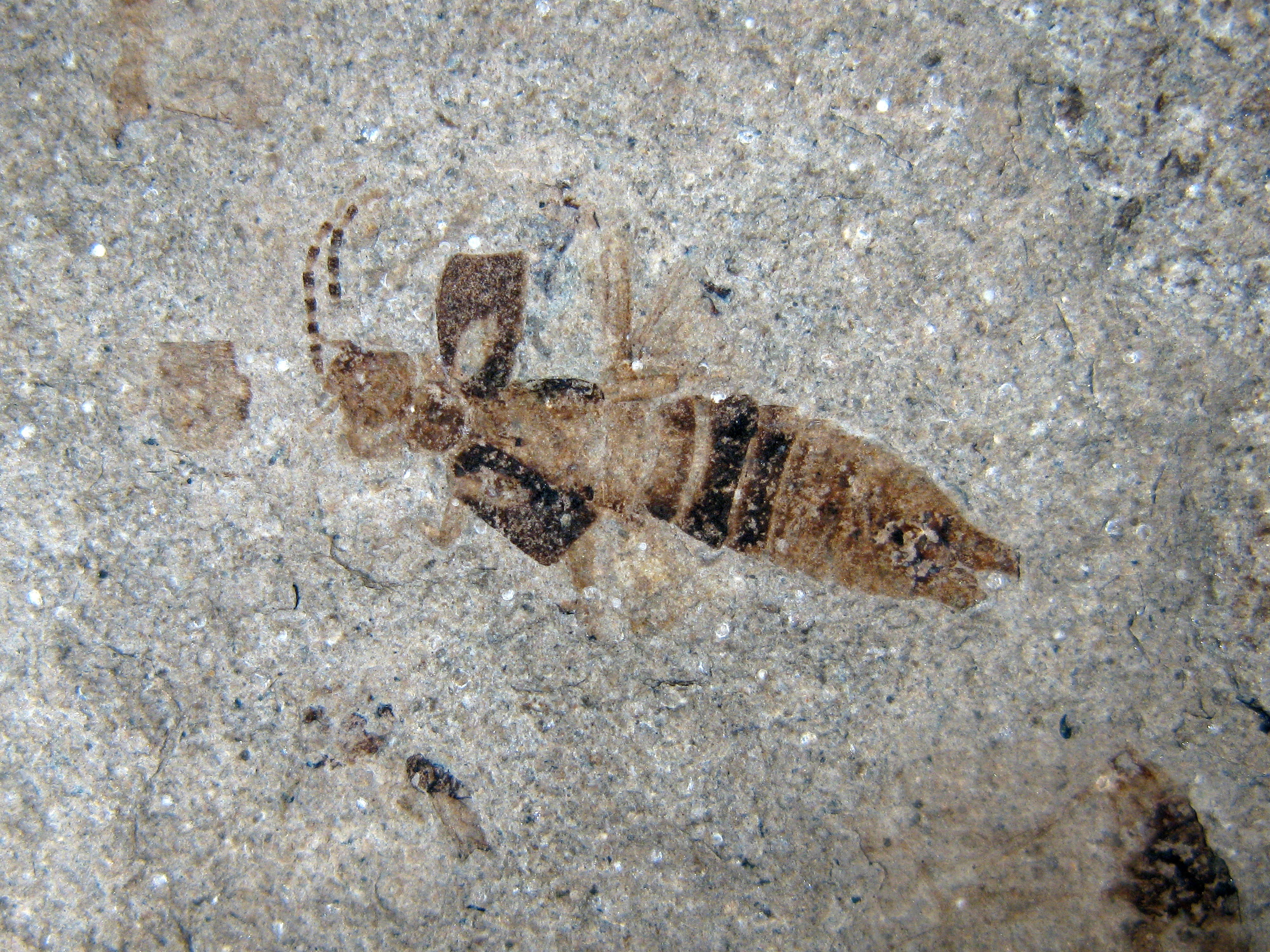
حشرة أبو مقص من تكوين فور الدنماركي العائدة إلى أواخر الباليوسيني.

تفاوتت وتيرة تعافي الحشرات من مكان لآخر. فعلى سبيل المثال، قد تكون استغرقت حتى الفترة الحرارية القصوى للباليوسيني-الإيوسيني لتعافي تنوع الحشرات في المناطق الداخلية الغربية من أمريكا الشمالية، في حين أن تنوع الحشرات في باتاغونيا كان قد تعافى بعد أربعة ملايين سنة فقط من حدث انقراض الطباشيري-الباليوجيني. وفي بعض المناطق، مثل حوض بيغهورن في ولاية وايومنغ، حدثت زيادة ملحوظة في الافتراس النباتي خلال الفترة الحرارية القصوى للباليوسيني-الإيوسيني، على الرغم من أن هذا قد لا يُعتبر دليلًا على حدوث تنوّع في الحشرات نتيجة لارتفاع درجات الحرارة، لأن الافتراس النباتي انخفض بعد الفترة الحرارية القصوى للباليوسيني-الإيوسيني. والأرجح أن الحشرات كانت تتبع نباتاتها المضيفة أو التي كانت تتوسع نحو مناطق خطوط العرض المتوسطة خلال الفترة الحرارية القصوى للباليوسيني-الإيوسيني، ثم تراجعت بعد ذلك.
يُظهر تكوين مينات الفرنسي، الذي يعود للفترة من وسط وحتى نهايةالباليوسيني، وفرة في الخنافس (تشكل 77.5% من تنوع الحشرات) —وخاصة السوس (50% من التنوع)، والخنافس الجواهرية، وخنفساء الأوراق، والخنافس الشبكية— بالإضافة إلى الحشرات الحقيقية الأخرى مثل بق الماء المتزحلق، والصراصير. وبدرجة أقل، توجد أيضًا مستقيمات الأجنحة، وغشائيات الأجنحة، والفراشات، والذباب، رغم أن واثبات النبات كانت أكثر شيوعًا من الذباب. أما تلك التي تمثل أقل من 1% من البقايا الأحفورية فهي: اليعاسيب، وذباب القمص، وذباب مايو، وأبو مقص، وفرس النبي، وعرقيات الأجنحة، وربما النمل الأبيض.
يُعد تكوين هانا في وايومنغ التكوين الباليوسيني الوحيد المعروف الذي يحتوي على قطع كبيرة من الكهرمان، على عكس التكوينات الأخرى التي تحتوي فقط على قطرات صغيرة. وقد تكوَّن هذا الكهرمان من شجرة واحدة أو مجموعة قريبة من الأشجار تنتمي إلى فصيلة الطقسودية (Taxodiaceae) أو أشجار الصنوبر، والتي كانت تنتج مخاريط شبيهة بتلك الخاصة بأشجار الدَمَّارَة. وقد تم التعرف على حشرة واحدة فقط في هذا الكهرمان، وهي التربس.

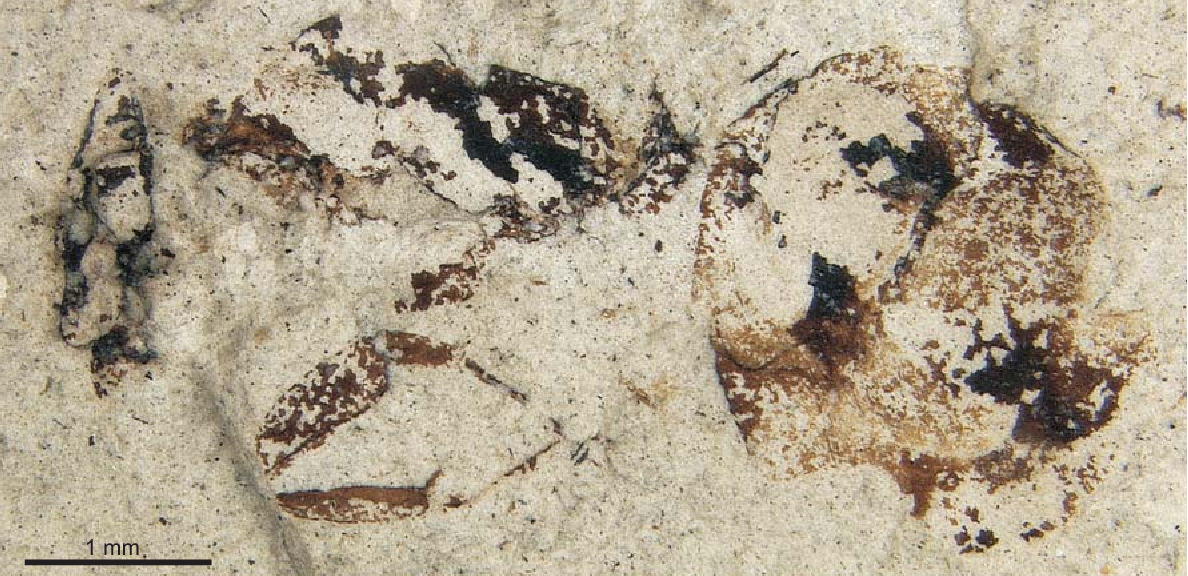
نملة ناباكيميرمة باسكابوينسيس من تكوين باسكابو الكندي.

توجد فجوة في السجل الأحفوري للنمل تمتد من 78 إلى 55 مليون سنة مضت، باستثناء النملة الأنوريتينية (ناباكيميرمة باسكابوينسيس)، والتي وُجدت في تكوين باسكابو الكندي وتعود إلى الفترة بين 62 و56 مليون سنة مضت. ونظرًا لغزارة وجود النمل في الفترة الإيوسينية، فمن المرجح أن اثنتين من الفصائل الفرعية السائدة في النمل الحديث —وهما البونيراوات وثنائيات الخصر— قد نشأتا وتنوعتا بشكل كبير في الباليوسيني، حيث لعبتا دور الصيادين الرئيسيين [مفصليات الأرجل|للمفصليات]]، وربما تنافستا مع بعضهما البعض على مصادر الغذاء وأماكن التعشيش بين أوراق الأشجار المزهرة المتساقطة في الغابات الكثيفة. وقد وسّعت ثنائيات الخصر نطاق غذائها ليشمل البذور، وشكلت علاقات تكافلية غذائية مع المنّ، والبق الدقيقي، ونطاطات الشجر، وغيرها من الحشرات التي تفرز الندى العسلي والتي كانت ناجحة أيضًا في الغابات المزهرة، وقد مكّنها ذلك من غزو مَواطنٌ بِيئية أخرى، مثل مظلة الأشجار أو المناطق المعتدلة، وتحقيق انتشار عالمي بحلول منتصف الإيوسيني.
يقع حوالي 80% من السجل الأحفوري للفراشات والعث (Lepidoptera) في أوائل العصر الباليوجيني، وتحديداً في أواخر الباليوسيني ومنتصف حتى أواخر الإيوسيني. وتأتي معظم أحافير حرشفيات الأجنحة المنطبعة من الباليوسيني من تكوين فور الدنماركي. ورغم انخفاض التنوع على مستوى الفصائل في الباليوسيني مقارنةً بالفترات اللاحقة، فقد يكون ذلك نتيجة النقص الكبير في اكتمال السجل الأحفوري. لقد كان لتطور الخفافيش تأثير عميق على حرشفيات الأجنحة، إذ طوّرت هذه الأخيرة عدة تكيفات دفاعية ضد الافتراس، مثل تشويش صدى الخفافيش والقدرة على رصد إشاراتها الصوتية.
من المحتمل أن النحل تأثر بشدة بحدث انقراض الطباشيري-الباليوجيني وبموت النباتات المزهرة، رغم أن السجل الأحفوري للنحل محدود للغاية. قدم نحلة معروفة تتطفل بسرقة الغذاء هي نحلة إيبولوس القديمة، وتعود إلى الباليوسيني قبل نحو 60 مليون سنة.
رغم أن الإيوسيني يحتوي –وبفارق كبير– على أعلى نسبة من أنواع العناكب الأحفورية المعروفة، فإن تجمّع العناكب في الباليوسيني يُعد منخفضًا جدًا. بدأت بعض مجموعات العناكب في التنوع خلال الفترة الحرارية القصوى للباليوسيني-الإيوسيني، مثل عناكب القفز، وربما أيضًا العناكب الكويلوتسية (وهي من أعضاء فصيلة عناكب نسّاجة القُمع).
كان لتنوع الثدييات تأثير عميق على الحشرات الطفيلية، وخاصة تطوّر الخفافيش، التي تمتلك عددًا من الطفيليات الخارجية يفوق ما لدى أي ثديي أو طائر معروف. وقد أثّرت الفترة الحرارية القصوى للباليوسيني-الإيوسيني على الثدييات بشكل كبير، مما انعكس بدوره على تطور البراغيث والقراد وحشرات النبراوات.

### اللافقاريات البحرية
من بين اللافقاريات البحرية، كانت العوالق والكائنات التي تمر بمرحلة عوالقية في دورة حياتها (العوالق المؤقتة) هي الأكثر تأثرًا بحدث انقراض الطباشيري-الباليوجيني، حيث انهارت أعداد العوالق بشكل كبير. هلك نحو 90% من جميع أنواع العوالق المتكلسة. وقد ترتب على ذلك انهيار عالمي في السلسلة الغذائية البحرية، لا سيما مع انقراض الأمونيتات والزواحف البحرية الكبيرة المفترسة. ومع ذلك، فإن التنوع السريع في أنواع الأسماك الكبيرة يشير إلى وجود مجتمع عوالقي سليم خلال الباليوسيني.
قد يكون تنوع اللافقاريات البحرية قد استغرق حوالي 7 ملايين سنة للتعافي، رغم أن هذا قد يكون ناتجًا عن أثر الحفظ، حيث من غير المرجح أن يتحجر أي شيء أصغر من 5 مم، وقد يكون حجم الجسم قد تقلص خلال الحدود الفاصلة. وجدت دراسة أجريت عام 2019 في جزيرة سيمور، أنتاركتيكا، أن مجتمعات الحياة البحرية كانت تتكوّن في الأساس من الكائنات الحفارة —مثل البزاقات والرخويات الحفارة— لحوالي 320,000 سنة بعد حدث انقراض الطباشيري–الباليوجيني، وقد استغرق الأمر نحو مليون سنة لعودة التنوع البحري إلى مستوياته السابقة. ويبدو أن المناطق الأقرب إلى خط الاستواء تأثرت بدرجة أكبر. تطورت الدولارات الرملية (نوع من القنافذ البحرية) لأول مرة في أواخر الباليوسيني. أما تجمعات قشريات عشريات الأرجل في أواخر الطباشيري في جزيرة جيمس روس، فيُعتقد أنها كانت تتكوّن في الغالب من أنواع رائدة وأسلاف الكائنات الحديثة، مثل أولى سرطانات القطب الجنوبي وأول ظهور للكركند من جنس الكركند الرمحي وذو الكلوة العلوية والقرفصائي، والتي لا تزال تسكن القارة القطبية الجنوبية حتى اليوم.

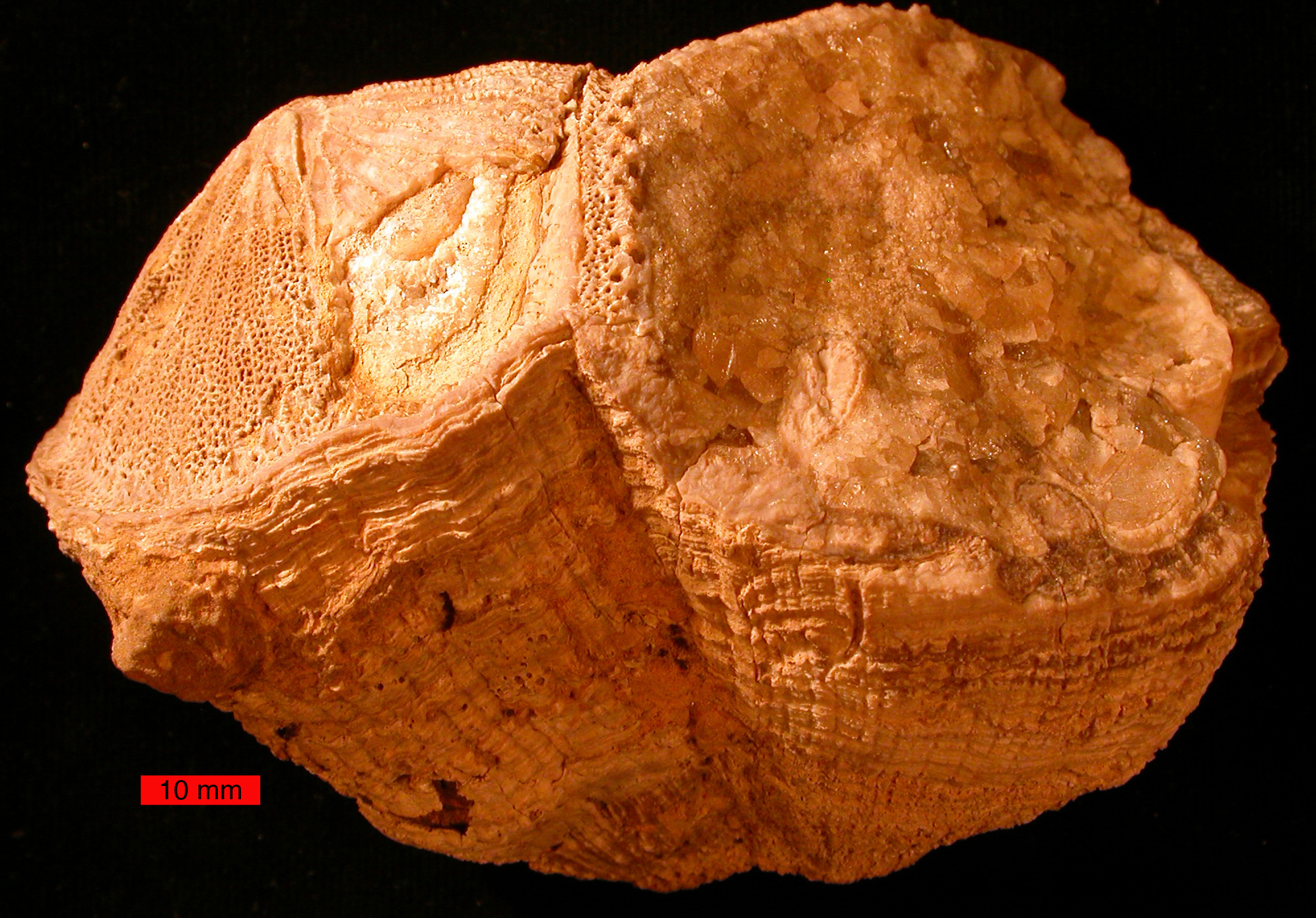
الرودست، الكائن الحي السائد لبناء الشعاب في العصر الطباشيري.

الكائنات الرئيسية المسؤولة عن بناء الشعاب المرجانية في العصر الطباشيري هي ذوات الصدفتين الصندوقية الشكل المعروفة باسم الرودست، وذلك بدلاً من المرجان —رغم وجود تجمع متنوع من المرجان في العصر الطباشيري— وقد انهارت الرودستات بحلول انقراض الطباشيري–الباليوجيني. من المعروف أن بعض أنواع المرجان نجت في خطوط العرض العليا خلال أواخر الطباشيري واستمرت حتى الباليوجيني، وربما استعادت [شعاب|الشعاب]] التي تسودها [مرجانيات صلبة|المرجانيات الصلبة]] عافيتها بعد حوالي 8 ملايين سنة من حدث الانقراض، رغم أن السجل الأحفوري للمرجان خلال هذه الفترة قليل ونادر. ورغم ندرة الشعاب المرجانية المننشرة في الباليوسيني، وُجدت بعض المستعمرات —تسيطر عليها غالبا مرجانيات الزوزانتلي— في المناطق الساحلية الضحلة (الجرف القاري). وبدءًا من أواخر الطباشيري وحتى الإيوسيني المبكر، تنوعت المرجانيات الكلسية بسرعة. ومن المرجح أن المرجان كان يتنافس بشكل رئيسي مع الطحالب الحمراء والطحالب المرجانية على المساحات في قاع البحر. أكبر تنوع في تاريخها التطوري في الباليوسيني. وقد بلغت طحالب المتفرعيات الوبرية الخضراء المتكلسة أكبر تنوع في تاريخها التطوري خلال الباليوسيني. ورغم أن النظم البيئية للشعاب المرجانية لا تظهر بشكل وفير في السجل الأحفوري حتى حلول فترة الميوسيني (وربما بسبب تحيّز الحفظ الأحفوري)، فقد تم تحديد وجود شعاب مرجانية باليوسينية قوية في ما يُعرف اليوم بجبال البرانس (بدأت في الظهور منذ حوالي 63 مليون سنة)، مع وجود شعاب مرجانية باليوسينية أصغر في مناطق مختلفة من حوض البحر الأبيض المتوسط.

## روابط خارجية
- Paleocene Mammals
- BBC Changing Worlds: Paleocene
- Maryland Paleocene Fossils
- Paleos: Paleocene
- Paleocene Microfossils: 35+ images of Foraminifera
- Petrified Wood Museum Palaeocene introduction
- Smithsonian Paleocene Introduction